# Ligue Europa 2012-2013
Navigation
Édition précédente Édition suivante
La Ligue Europa 2012-2013 est la quarante-deuxième édition de la seconde plus prestigieuse coupe européenne inter-clubs, la quatrième sous le nom de Ligue Europa. Organisée par l'UEFA, les éliminatoires de la compétition sont ouverts aux clubs de football des associations membres de l'UEFA, qualifiés en fonction de leurs bons résultats en championnat ou coupe nationale.
La finale a eu lieu le mercredi 15 mai 2013  qui a vu la victoire de Chelsea à l'Amsterdam ArenA, aux Pays-Bas.

## Changements
- Le changement le plus important concerne la liste d'accès à la compétition, qui à compter de cette saison 2012-2013, prévoit une place directe en phase de groupes aux vainqueurs de coupe nationale des six pays les mieux classés au coefficient UEFA[3]. Cela rétrécit d'autant le nombre de places accessibles via les qualifications.
- Les contrats télévisés en Europe sont renouvelés pour une nouvelle période de trois ans.
- Les deux dernières journées de la phase de groupes (fin novembre et mi-décembre), seront placées sur les mêmes semaines que celles de Ligue des champions, c'est-à-dire qu'elles sont avancées d'une semaine. L'UEFA cherchait à réduire le nombre de rencontres sur terrains gelés, et à libérer deux dates pour les associations qui les demandaient.

## Participants

### Nombre de places par association
Le schéma de qualification pour la Ligue Europa 2012-2013 ne diffère pas de la saison précédente :
- Les associations aux places 1 à 6 ont 3 clubs qualifiés
- Les associations aux places 7 à 9 ont 4 clubs qualifiés
- Les associations aux places 10 à 51 ont 3 clubs qualifiés – à l'exception de celle du Liechtenstein avec un seul club qualifié
- Les associations aux places 52 à 53 ont 2 clubs qualifiés
- Les 3 premières associations du Prix du fair play UEFA obtiennent une place supplémentaire
- 32 équipes éliminées de la Ligue des Champions 2012-2013 sont repêchées dans cette compétition. (14 équipes éliminées du 3e tour de qualification, 10 équipes éliminées des barrages et les 8 troisièmes de la phase de groupe)

### Règles de distribution des places par association nationale
Les places attribuées par association nationale vont par ordre de priorité :
- à l'équipe vainqueur de la coupe nationale
- aux équipes les mieux classées dans les championnats nationaux et non qualifiées en Ligue des Champions.
- à l'équipe vainqueur de la coupe de la Ligue (Angleterre et France).
- à l'équipe finaliste de la coupe nationale, si le vainqueur de cette coupe est qualifié pour la Ligue des Champions.

Cet ordre de priorité détermine le tour préliminaire d'entrée le plus tardif en qualifications et pour la phase de groupes de la Ligue Europa. Les vainqueurs des coupes nationales des associations classées aux six premières places du classement UEFA sont directement qualifiés par la phase de groupes.
Si l'association nationale dispose d'une place supplémentaire au titre du fair play UEFA, cette place est attribuée à l'équipe la plus fair-play du classement national et non qualifiée en coupe d'Europe (Ligue des Champions ou Ligue Europa).
| Seizièmes de finale | Seizièmes de finale | Seizièmes de finale | Seizièmes de finale | Seizièmes de finale | Seizièmes de finale | Seizièmes de finale | Seizièmes de finale | Seizièmes de finale | Seizièmes de finale | Seizièmes de finale | Seizièmes de finale | Seizièmes de finale | Seizièmes de finale | Seizièmes de finale | Seizièmes de finale |
| --- | --- | --- | --- | --- | --- | --- | --- | --- | --- | --- | --- | --- | --- | --- | --- |
| - 4 meilleurs repêchés de la phase de groupes de la Ligue des Champions - Chelsea (135.882) - CFR Cluj (18.764) - Olympiakos (61.420) - Benfica Lisbonne (87.069) | - 4 meilleurs repêchés de la phase de groupes de la Ligue des Champions - Chelsea (135.882) - CFR Cluj (18.764) - Olympiakos (61.420) - Benfica Lisbonne (87.069) | - 4 meilleurs repêchés de la phase de groupes de la Ligue des Champions - Chelsea (135.882) - CFR Cluj (18.764) - Olympiakos (61.420) - Benfica Lisbonne (87.069) | - 4 meilleurs repêchés de la phase de groupes de la Ligue des Champions - Chelsea (135.882) - CFR Cluj (18.764) - Olympiakos (61.420) - Benfica Lisbonne (87.069) | - 4 meilleurs repêchés de la phase de groupes de la Ligue des Champions - Chelsea (135.882) - CFR Cluj (18.764) - Olympiakos (61.420) - Benfica Lisbonne (87.069) | - 4 meilleurs repêchés de la phase de groupes de la Ligue des Champions - Chelsea (135.882) - CFR Cluj (18.764) - Olympiakos (61.420) - Benfica Lisbonne (87.069) | - 4 meilleurs repêchés de la phase de groupes de la Ligue des Champions - Chelsea (135.882) - CFR Cluj (18.764) - Olympiakos (61.420) - Benfica Lisbonne (87.069) | - 4 meilleurs repêchés de la phase de groupes de la Ligue des Champions - Chelsea (135.882) - CFR Cluj (18.764) - Olympiakos (61.420) - Benfica Lisbonne (87.069) | - 4 plus mauvais repêchés de la phase de groupes de la Ligue des Champions - Zénith Saint-Pétersbourg (79.066) - BATE Borissov (29.641) - Dynamo Kiev (62.026) - Ajax Amsterdam (58.103) | - 4 plus mauvais repêchés de la phase de groupes de la Ligue des Champions - Zénith Saint-Pétersbourg (79.066) - BATE Borissov (29.641) - Dynamo Kiev (62.026) - Ajax Amsterdam (58.103) | - 4 plus mauvais repêchés de la phase de groupes de la Ligue des Champions - Zénith Saint-Pétersbourg (79.066) - BATE Borissov (29.641) - Dynamo Kiev (62.026) - Ajax Amsterdam (58.103) | - 4 plus mauvais repêchés de la phase de groupes de la Ligue des Champions - Zénith Saint-Pétersbourg (79.066) - BATE Borissov (29.641) - Dynamo Kiev (62.026) - Ajax Amsterdam (58.103) | - 4 plus mauvais repêchés de la phase de groupes de la Ligue des Champions - Zénith Saint-Pétersbourg (79.066) - BATE Borissov (29.641) - Dynamo Kiev (62.026) - Ajax Amsterdam (58.103) | - 4 plus mauvais repêchés de la phase de groupes de la Ligue des Champions - Zénith Saint-Pétersbourg (79.066) - BATE Borissov (29.641) - Dynamo Kiev (62.026) - Ajax Amsterdam (58.103) | - 4 plus mauvais repêchés de la phase de groupes de la Ligue des Champions - Zénith Saint-Pétersbourg (79.066) - BATE Borissov (29.641) - Dynamo Kiev (62.026) - Ajax Amsterdam (58.103) | - 4 plus mauvais repêchés de la phase de groupes de la Ligue des Champions - Zénith Saint-Pétersbourg (79.066) - BATE Borissov (29.641) - Dynamo Kiev (62.026) - Ajax Amsterdam (58.103) |
| Phase de groupes | | | | | | | | | | | | | | | |
| - Atlético Madrid (100.837) Vainqueur de la Ligue Europa 2011-2012 - Tottenham (66.882) 4e d'Angleterre en 2011-2012 - Vacant - Bayer Leverkusen (60.037) 5e d'Allemagne en 2011-2012 - Naples (39.996) Vainqueur de la coupe d'Italie 2011-2012 - Olympique lyonnais (94.835) Vainqueur de la coupe de France 2011-2012 - Académica de Coimbra (11.069) Vainqueur de la coupe du Portugal 2011-2012 - Rubin Kazan (40.566) Vainqueur de la coupe de Russie 2011-2012 | - Atlético Madrid (100.837) Vainqueur de la Ligue Europa 2011-2012 - Tottenham (66.882) 4e d'Angleterre en 2011-2012 - Vacant - Bayer Leverkusen (60.037) 5e d'Allemagne en 2011-2012 - Naples (39.996) Vainqueur de la coupe d'Italie 2011-2012 - Olympique lyonnais (94.835) Vainqueur de la coupe de France 2011-2012 - Académica de Coimbra (11.069) Vainqueur de la coupe du Portugal 2011-2012 - Rubin Kazan (40.566) Vainqueur de la coupe de Russie 2011-2012 | - Atlético Madrid (100.837) Vainqueur de la Ligue Europa 2011-2012 - Tottenham (66.882) 4e d'Angleterre en 2011-2012 - Vacant - Bayer Leverkusen (60.037) 5e d'Allemagne en 2011-2012 - Naples (39.996) Vainqueur de la coupe d'Italie 2011-2012 - Olympique lyonnais (94.835) Vainqueur de la coupe de France 2011-2012 - Académica de Coimbra (11.069) Vainqueur de la coupe du Portugal 2011-2012 - Rubin Kazan (40.566) Vainqueur de la coupe de Russie 2011-2012 | - Atlético Madrid (100.837) Vainqueur de la Ligue Europa 2011-2012 - Tottenham (66.882) 4e d'Angleterre en 2011-2012 - Vacant - Bayer Leverkusen (60.037) 5e d'Allemagne en 2011-2012 - Naples (39.996) Vainqueur de la coupe d'Italie 2011-2012 - Olympique lyonnais (94.835) Vainqueur de la coupe de France 2011-2012 - Académica de Coimbra (11.069) Vainqueur de la coupe du Portugal 2011-2012 - Rubin Kazan (40.566) Vainqueur de la coupe de Russie 2011-2012 | - Atlético Madrid (100.837) Vainqueur de la Ligue Europa 2011-2012 - Tottenham (66.882) 4e d'Angleterre en 2011-2012 - Vacant - Bayer Leverkusen (60.037) 5e d'Allemagne en 2011-2012 - Naples (39.996) Vainqueur de la coupe d'Italie 2011-2012 - Olympique lyonnais (94.835) Vainqueur de la coupe de France 2011-2012 - Académica de Coimbra (11.069) Vainqueur de la coupe du Portugal 2011-2012 - Rubin Kazan (40.566) Vainqueur de la coupe de Russie 2011-2012 | - Atlético Madrid (100.837) Vainqueur de la Ligue Europa 2011-2012 - Tottenham (66.882) 4e d'Angleterre en 2011-2012 - Vacant - Bayer Leverkusen (60.037) 5e d'Allemagne en 2011-2012 - Naples (39.996) Vainqueur de la coupe d'Italie 2011-2012 - Olympique lyonnais (94.835) Vainqueur de la coupe de France 2011-2012 - Académica de Coimbra (11.069) Vainqueur de la coupe du Portugal 2011-2012 - Rubin Kazan (40.566) Vainqueur de la coupe de Russie 2011-2012 | - Atlético Madrid (100.837) Vainqueur de la Ligue Europa 2011-2012 - Tottenham (66.882) 4e d'Angleterre en 2011-2012 - Vacant - Bayer Leverkusen (60.037) 5e d'Allemagne en 2011-2012 - Naples (39.996) Vainqueur de la coupe d'Italie 2011-2012 - Olympique lyonnais (94.835) Vainqueur de la coupe de France 2011-2012 - Académica de Coimbra (11.069) Vainqueur de la coupe du Portugal 2011-2012 - Rubin Kazan (40.566) Vainqueur de la coupe de Russie 2011-2012 | - Atlético Madrid (100.837) Vainqueur de la Ligue Europa 2011-2012 - Tottenham (66.882) 4e d'Angleterre en 2011-2012 - Vacant - Bayer Leverkusen (60.037) 5e d'Allemagne en 2011-2012 - Naples (39.996) Vainqueur de la coupe d'Italie 2011-2012 - Olympique lyonnais (94.835) Vainqueur de la coupe de France 2011-2012 - Académica de Coimbra (11.069) Vainqueur de la coupe du Portugal 2011-2012 - Rubin Kazan (40.566) Vainqueur de la coupe de Russie 2011-2012 | - 5 champions repêchés des barrages de la Ligue des Champions - NK Maribor (6.424) - AEL Limassol (5.599) - Hapoël Ironi Kiryat Shmona (4.400) - FC Bâle (53.360) - Helsingborgs IF (12.680) - 5 non-champions repêchés des barrages de la Ligue des Champions - Panathinaïkos (50.920) - Udinese Calcio (38.996) - Borussia Mönchengladbach (15.037) - FC Copenhague (46.505) - Fenerbahçe (41.310) | - 5 champions repêchés des barrages de la Ligue des Champions - NK Maribor (6.424) - AEL Limassol (5.599) - Hapoël Ironi Kiryat Shmona (4.400) - FC Bâle (53.360) - Helsingborgs IF (12.680) - 5 non-champions repêchés des barrages de la Ligue des Champions - Panathinaïkos (50.920) - Udinese Calcio (38.996) - Borussia Mönchengladbach (15.037) - FC Copenhague (46.505) - Fenerbahçe (41.310) | - 5 champions repêchés des barrages de la Ligue des Champions - NK Maribor (6.424) - AEL Limassol (5.599) - Hapoël Ironi Kiryat Shmona (4.400) - FC Bâle (53.360) - Helsingborgs IF (12.680) - 5 non-champions repêchés des barrages de la Ligue des Champions - Panathinaïkos (50.920) - Udinese Calcio (38.996) - Borussia Mönchengladbach (15.037) - FC Copenhague (46.505) - Fenerbahçe (41.310) | - 5 champions repêchés des barrages de la Ligue des Champions - NK Maribor (6.424) - AEL Limassol (5.599) - Hapoël Ironi Kiryat Shmona (4.400) - FC Bâle (53.360) - Helsingborgs IF (12.680) - 5 non-champions repêchés des barrages de la Ligue des Champions - Panathinaïkos (50.920) - Udinese Calcio (38.996) - Borussia Mönchengladbach (15.037) - FC Copenhague (46.505) - Fenerbahçe (41.310) | - 5 champions repêchés des barrages de la Ligue des Champions - NK Maribor (6.424) - AEL Limassol (5.599) - Hapoël Ironi Kiryat Shmona (4.400) - FC Bâle (53.360) - Helsingborgs IF (12.680) - 5 non-champions repêchés des barrages de la Ligue des Champions - Panathinaïkos (50.920) - Udinese Calcio (38.996) - Borussia Mönchengladbach (15.037) - FC Copenhague (46.505) - Fenerbahçe (41.310) | - 5 champions repêchés des barrages de la Ligue des Champions - NK Maribor (6.424) - AEL Limassol (5.599) - Hapoël Ironi Kiryat Shmona (4.400) - FC Bâle (53.360) - Helsingborgs IF (12.680) - 5 non-champions repêchés des barrages de la Ligue des Champions - Panathinaïkos (50.920) - Udinese Calcio (38.996) - Borussia Mönchengladbach (15.037) - FC Copenhague (46.505) - Fenerbahçe (41.310) | - 5 champions repêchés des barrages de la Ligue des Champions - NK Maribor (6.424) - AEL Limassol (5.599) - Hapoël Ironi Kiryat Shmona (4.400) - FC Bâle (53.360) - Helsingborgs IF (12.680) - 5 non-champions repêchés des barrages de la Ligue des Champions - Panathinaïkos (50.920) - Udinese Calcio (38.996) - Borussia Mönchengladbach (15.037) - FC Copenhague (46.505) - Fenerbahçe (41.310) | - 5 champions repêchés des barrages de la Ligue des Champions - NK Maribor (6.424) - AEL Limassol (5.599) - Hapoël Ironi Kiryat Shmona (4.400) - FC Bâle (53.360) - Helsingborgs IF (12.680) - 5 non-champions repêchés des barrages de la Ligue des Champions - Panathinaïkos (50.920) - Udinese Calcio (38.996) - Borussia Mönchengladbach (15.037) - FC Copenhague (46.505) - Fenerbahçe (41.310) |
| Barrages | | | | | | | | | | | | | | | |
| - Newcastle (16.882) 5e d'Angleterre en 2011-2012 - Levante (16.837) 6e d'Espagne en 2011-2012 - VfB Stuttgart (55.037) 6e d'Allemagne en 2011-2012 - Lazio Rome (29.996) 4e d'Italie en 2011-2012 - Girondins de Bordeaux (58.835) 5e de France en 2011-2012 - Sporting Portugal (82.069) 4e du Portugal en 2011-2012 - CSKA Moscou (80.566) 3e de Russie en 2011-2012 - Metalist Kharkiv (52.526) 3e d'Ukraine en 2011-2012 - Dnipro Dnipropetrovsk (14.026) 4e d'Ukraine en 2011-2012 - PSV Eindhoven (76.103) Vainqueur de la coupe des Pays-Bas 2011-2012 - AZ Alkmaar (44.103) 4e des Pays-Bas en 2011-2012 - Trabzonspor (19.810) 3e de Turquie en 2011-2012 - Atromitos (7.420) 3e des playoffs de Grèce en 2011-2012 - FC Midtjylland (6.505) 3e du Danemark en 2011-2012 - KSC Lokeren (6.480) Vainqueur de la coupe de Belgique 2011-2012 - Dinamo Bucarest (13.264) Vainqueur de la coupe de Roumanie 2011-2012 - Heart of Midlothian (7.228) Vainqueur de la coupe d'Écosse 2011-2012 - Lucerne (6.360) 2e de Suisse en 2011-2012 - Hapoël Tel-Aviv (31.400) Vainqueur de la coupe d'Israël 2011-2012 | - Newcastle (16.882) 5e d'Angleterre en 2011-2012 - Levante (16.837) 6e d'Espagne en 2011-2012 - VfB Stuttgart (55.037) 6e d'Allemagne en 2011-2012 - Lazio Rome (29.996) 4e d'Italie en 2011-2012 - Girondins de Bordeaux (58.835) 5e de France en 2011-2012 - Sporting Portugal (82.069) 4e du Portugal en 2011-2012 - CSKA Moscou (80.566) 3e de Russie en 2011-2012 - Metalist Kharkiv (52.526) 3e d'Ukraine en 2011-2012 - Dnipro Dnipropetrovsk (14.026) 4e d'Ukraine en 2011-2012 - PSV Eindhoven (76.103) Vainqueur de la coupe des Pays-Bas 2011-2012 - AZ Alkmaar (44.103) 4e des Pays-Bas en 2011-2012 - Trabzonspor (19.810) 3e de Turquie en 2011-2012 - Atromitos (7.420) 3e des playoffs de Grèce en 2011-2012 - FC Midtjylland (6.505) 3e du Danemark en 2011-2012 - KSC Lokeren (6.480) Vainqueur de la coupe de Belgique 2011-2012 - Dinamo Bucarest (13.264) Vainqueur de la coupe de Roumanie 2011-2012 - Heart of Midlothian (7.228) Vainqueur de la coupe d'Écosse 2011-2012 - Lucerne (6.360) 2e de Suisse en 2011-2012 - Hapoël Tel-Aviv (31.400) Vainqueur de la coupe d'Israël 2011-2012 | - Newcastle (16.882) 5e d'Angleterre en 2011-2012 - Levante (16.837) 6e d'Espagne en 2011-2012 - VfB Stuttgart (55.037) 6e d'Allemagne en 2011-2012 - Lazio Rome (29.996) 4e d'Italie en 2011-2012 - Girondins de Bordeaux (58.835) 5e de France en 2011-2012 - Sporting Portugal (82.069) 4e du Portugal en 2011-2012 - CSKA Moscou (80.566) 3e de Russie en 2011-2012 - Metalist Kharkiv (52.526) 3e d'Ukraine en 2011-2012 - Dnipro Dnipropetrovsk (14.026) 4e d'Ukraine en 2011-2012 - PSV Eindhoven (76.103) Vainqueur de la coupe des Pays-Bas 2011-2012 - AZ Alkmaar (44.103) 4e des Pays-Bas en 2011-2012 - Trabzonspor (19.810) 3e de Turquie en 2011-2012 - Atromitos (7.420) 3e des playoffs de Grèce en 2011-2012 - FC Midtjylland (6.505) 3e du Danemark en 2011-2012 - KSC Lokeren (6.480) Vainqueur de la coupe de Belgique 2011-2012 - Dinamo Bucarest (13.264) Vainqueur de la coupe de Roumanie 2011-2012 - Heart of Midlothian (7.228) Vainqueur de la coupe d'Écosse 2011-2012 - Lucerne (6.360) 2e de Suisse en 2011-2012 - Hapoël Tel-Aviv (31.400) Vainqueur de la coupe d'Israël 2011-2012 | - Newcastle (16.882) 5e d'Angleterre en 2011-2012 - Levante (16.837) 6e d'Espagne en 2011-2012 - VfB Stuttgart (55.037) 6e d'Allemagne en 2011-2012 - Lazio Rome (29.996) 4e d'Italie en 2011-2012 - Girondins de Bordeaux (58.835) 5e de France en 2011-2012 - Sporting Portugal (82.069) 4e du Portugal en 2011-2012 - CSKA Moscou (80.566) 3e de Russie en 2011-2012 - Metalist Kharkiv (52.526) 3e d'Ukraine en 2011-2012 - Dnipro Dnipropetrovsk (14.026) 4e d'Ukraine en 2011-2012 - PSV Eindhoven (76.103) Vainqueur de la coupe des Pays-Bas 2011-2012 - AZ Alkmaar (44.103) 4e des Pays-Bas en 2011-2012 - Trabzonspor (19.810) 3e de Turquie en 2011-2012 - Atromitos (7.420) 3e des playoffs de Grèce en 2011-2012 - FC Midtjylland (6.505) 3e du Danemark en 2011-2012 - KSC Lokeren (6.480) Vainqueur de la coupe de Belgique 2011-2012 - Dinamo Bucarest (13.264) Vainqueur de la coupe de Roumanie 2011-2012 - Heart of Midlothian (7.228) Vainqueur de la coupe d'Écosse 2011-2012 - Lucerne (6.360) 2e de Suisse en 2011-2012 - Hapoël Tel-Aviv (31.400) Vainqueur de la coupe d'Israël 2011-2012 | - Newcastle (16.882) 5e d'Angleterre en 2011-2012 - Levante (16.837) 6e d'Espagne en 2011-2012 - VfB Stuttgart (55.037) 6e d'Allemagne en 2011-2012 - Lazio Rome (29.996) 4e d'Italie en 2011-2012 - Girondins de Bordeaux (58.835) 5e de France en 2011-2012 - Sporting Portugal (82.069) 4e du Portugal en 2011-2012 - CSKA Moscou (80.566) 3e de Russie en 2011-2012 - Metalist Kharkiv (52.526) 3e d'Ukraine en 2011-2012 - Dnipro Dnipropetrovsk (14.026) 4e d'Ukraine en 2011-2012 - PSV Eindhoven (76.103) Vainqueur de la coupe des Pays-Bas 2011-2012 - AZ Alkmaar (44.103) 4e des Pays-Bas en 2011-2012 - Trabzonspor (19.810) 3e de Turquie en 2011-2012 - Atromitos (7.420) 3e des playoffs de Grèce en 2011-2012 - FC Midtjylland (6.505) 3e du Danemark en 2011-2012 - KSC Lokeren (6.480) Vainqueur de la coupe de Belgique 2011-2012 - Dinamo Bucarest (13.264) Vainqueur de la coupe de Roumanie 2011-2012 - Heart of Midlothian (7.228) Vainqueur de la coupe d'Écosse 2011-2012 - Lucerne (6.360) 2e de Suisse en 2011-2012 - Hapoël Tel-Aviv (31.400) Vainqueur de la coupe d'Israël 2011-2012 | - Newcastle (16.882) 5e d'Angleterre en 2011-2012 - Levante (16.837) 6e d'Espagne en 2011-2012 - VfB Stuttgart (55.037) 6e d'Allemagne en 2011-2012 - Lazio Rome (29.996) 4e d'Italie en 2011-2012 - Girondins de Bordeaux (58.835) 5e de France en 2011-2012 - Sporting Portugal (82.069) 4e du Portugal en 2011-2012 - CSKA Moscou (80.566) 3e de Russie en 2011-2012 - Metalist Kharkiv (52.526) 3e d'Ukraine en 2011-2012 - Dnipro Dnipropetrovsk (14.026) 4e d'Ukraine en 2011-2012 - PSV Eindhoven (76.103) Vainqueur de la coupe des Pays-Bas 2011-2012 - AZ Alkmaar (44.103) 4e des Pays-Bas en 2011-2012 - Trabzonspor (19.810) 3e de Turquie en 2011-2012 - Atromitos (7.420) 3e des playoffs de Grèce en 2011-2012 - FC Midtjylland (6.505) 3e du Danemark en 2011-2012 - KSC Lokeren (6.480) Vainqueur de la coupe de Belgique 2011-2012 - Dinamo Bucarest (13.264) Vainqueur de la coupe de Roumanie 2011-2012 - Heart of Midlothian (7.228) Vainqueur de la coupe d'Écosse 2011-2012 - Lucerne (6.360) 2e de Suisse en 2011-2012 - Hapoël Tel-Aviv (31.400) Vainqueur de la coupe d'Israël 2011-2012 | - Newcastle (16.882) 5e d'Angleterre en 2011-2012 - Levante (16.837) 6e d'Espagne en 2011-2012 - VfB Stuttgart (55.037) 6e d'Allemagne en 2011-2012 - Lazio Rome (29.996) 4e d'Italie en 2011-2012 - Girondins de Bordeaux (58.835) 5e de France en 2011-2012 - Sporting Portugal (82.069) 4e du Portugal en 2011-2012 - CSKA Moscou (80.566) 3e de Russie en 2011-2012 - Metalist Kharkiv (52.526) 3e d'Ukraine en 2011-2012 - Dnipro Dnipropetrovsk (14.026) 4e d'Ukraine en 2011-2012 - PSV Eindhoven (76.103) Vainqueur de la coupe des Pays-Bas 2011-2012 - AZ Alkmaar (44.103) 4e des Pays-Bas en 2011-2012 - Trabzonspor (19.810) 3e de Turquie en 2011-2012 - Atromitos (7.420) 3e des playoffs de Grèce en 2011-2012 - FC Midtjylland (6.505) 3e du Danemark en 2011-2012 - KSC Lokeren (6.480) Vainqueur de la coupe de Belgique 2011-2012 - Dinamo Bucarest (13.264) Vainqueur de la coupe de Roumanie 2011-2012 - Heart of Midlothian (7.228) Vainqueur de la coupe d'Écosse 2011-2012 - Lucerne (6.360) 2e de Suisse en 2011-2012 - Hapoël Tel-Aviv (31.400) Vainqueur de la coupe d'Israël 2011-2012 | - Newcastle (16.882) 5e d'Angleterre en 2011-2012 - Levante (16.837) 6e d'Espagne en 2011-2012 - VfB Stuttgart (55.037) 6e d'Allemagne en 2011-2012 - Lazio Rome (29.996) 4e d'Italie en 2011-2012 - Girondins de Bordeaux (58.835) 5e de France en 2011-2012 - Sporting Portugal (82.069) 4e du Portugal en 2011-2012 - CSKA Moscou (80.566) 3e de Russie en 2011-2012 - Metalist Kharkiv (52.526) 3e d'Ukraine en 2011-2012 - Dnipro Dnipropetrovsk (14.026) 4e d'Ukraine en 2011-2012 - PSV Eindhoven (76.103) Vainqueur de la coupe des Pays-Bas 2011-2012 - AZ Alkmaar (44.103) 4e des Pays-Bas en 2011-2012 - Trabzonspor (19.810) 3e de Turquie en 2011-2012 - Atromitos (7.420) 3e des playoffs de Grèce en 2011-2012 - FC Midtjylland (6.505) 3e du Danemark en 2011-2012 - KSC Lokeren (6.480) Vainqueur de la coupe de Belgique 2011-2012 - Dinamo Bucarest (13.264) Vainqueur de la coupe de Roumanie 2011-2012 - Heart of Midlothian (7.228) Vainqueur de la coupe d'Écosse 2011-2012 - Lucerne (6.360) 2e de Suisse en 2011-2012 - Hapoël Tel-Aviv (31.400) Vainqueur de la coupe d'Israël 2011-2012 | - 10 champions repêchés du 3e tour de qualification de la Ligue des Champions - Debrecen (7.950) - Slovan Liberec (5.570) - Śląsk Wrocław (5.483) - Molde (3.935) - Partizan Belgrade (14.350) - HJK Helsinki (5.326) - Sheriff Tiraspol (9.849) - Ekranas (4.875) - Neftchi Bakou (2.241) - F91 Dudelange (2.716) - 4 non-champions repêchés du 3e tour de qualification de la Ligue des Champions - Feyenoord Rotterdam (12.603) - Club Bruges (35.480) - Vaslui (13.764) - Motherwell (6.728) - Vacant | - 10 champions repêchés du 3e tour de qualification de la Ligue des Champions - Debrecen (7.950) - Slovan Liberec (5.570) - Śląsk Wrocław (5.483) - Molde (3.935) - Partizan Belgrade (14.350) - HJK Helsinki (5.326) - Sheriff Tiraspol (9.849) - Ekranas (4.875) - Neftchi Bakou (2.241) - F91 Dudelange (2.716) - 4 non-champions repêchés du 3e tour de qualification de la Ligue des Champions - Feyenoord Rotterdam (12.603) - Club Bruges (35.480) - Vaslui (13.764) - Motherwell (6.728) - Vacant | - 10 champions repêchés du 3e tour de qualification de la Ligue des Champions - Debrecen (7.950) - Slovan Liberec (5.570) - Śląsk Wrocław (5.483) - Molde (3.935) - Partizan Belgrade (14.350) - HJK Helsinki (5.326) - Sheriff Tiraspol (9.849) - Ekranas (4.875) - Neftchi Bakou (2.241) - F91 Dudelange (2.716) - 4 non-champions repêchés du 3e tour de qualification de la Ligue des Champions - Feyenoord Rotterdam (12.603) - Club Bruges (35.480) - Vaslui (13.764) - Motherwell (6.728) - Vacant | - 10 champions repêchés du 3e tour de qualification de la Ligue des Champions - Debrecen (7.950) - Slovan Liberec (5.570) - Śląsk Wrocław (5.483) - Molde (3.935) - Partizan Belgrade (14.350) - HJK Helsinki (5.326) - Sheriff Tiraspol (9.849) - Ekranas (4.875) - Neftchi Bakou (2.241) - F91 Dudelange (2.716) - 4 non-champions repêchés du 3e tour de qualification de la Ligue des Champions - Feyenoord Rotterdam (12.603) - Club Bruges (35.480) - Vaslui (13.764) - Motherwell (6.728) - Vacant | - 10 champions repêchés du 3e tour de qualification de la Ligue des Champions - Debrecen (7.950) - Slovan Liberec (5.570) - Śląsk Wrocław (5.483) - Molde (3.935) - Partizan Belgrade (14.350) - HJK Helsinki (5.326) - Sheriff Tiraspol (9.849) - Ekranas (4.875) - Neftchi Bakou (2.241) - F91 Dudelange (2.716) - 4 non-champions repêchés du 3e tour de qualification de la Ligue des Champions - Feyenoord Rotterdam (12.603) - Club Bruges (35.480) - Vaslui (13.764) - Motherwell (6.728) - Vacant | - 10 champions repêchés du 3e tour de qualification de la Ligue des Champions - Debrecen (7.950) - Slovan Liberec (5.570) - Śląsk Wrocław (5.483) - Molde (3.935) - Partizan Belgrade (14.350) - HJK Helsinki (5.326) - Sheriff Tiraspol (9.849) - Ekranas (4.875) - Neftchi Bakou (2.241) - F91 Dudelange (2.716) - 4 non-champions repêchés du 3e tour de qualification de la Ligue des Champions - Feyenoord Rotterdam (12.603) - Club Bruges (35.480) - Vaslui (13.764) - Motherwell (6.728) - Vacant | - 10 champions repêchés du 3e tour de qualification de la Ligue des Champions - Debrecen (7.950) - Slovan Liberec (5.570) - Śląsk Wrocław (5.483) - Molde (3.935) - Partizan Belgrade (14.350) - HJK Helsinki (5.326) - Sheriff Tiraspol (9.849) - Ekranas (4.875) - Neftchi Bakou (2.241) - F91 Dudelange (2.716) - 4 non-champions repêchés du 3e tour de qualification de la Ligue des Champions - Feyenoord Rotterdam (12.603) - Club Bruges (35.480) - Vaslui (13.764) - Motherwell (6.728) - Vacant | - 10 champions repêchés du 3e tour de qualification de la Ligue des Champions - Debrecen (7.950) - Slovan Liberec (5.570) - Śląsk Wrocław (5.483) - Molde (3.935) - Partizan Belgrade (14.350) - HJK Helsinki (5.326) - Sheriff Tiraspol (9.849) - Ekranas (4.875) - Neftchi Bakou (2.241) - F91 Dudelange (2.716) - 4 non-champions repêchés du 3e tour de qualification de la Ligue des Champions - Feyenoord Rotterdam (12.603) - Club Bruges (35.480) - Vaslui (13.764) - Motherwell (6.728) - Vacant |
| Troisième tour de qualification | | | | | | | | | | | | | | | |
| - Liverpool (90.882) Vainqueur de la coupe de la Ligue anglaise 2011-2012 - Athletic Bilbao (47.837) Finaliste de la coupe d'Espagne 2011-2012 - Hanovre 96 (31.037) 7e d'Allemagne en 2011-2012 - Inter Milan (104.996) 6e d'Italie en 2011-2012 - Olympique de Marseille (85.835) Vainqueur de la coupe de la Ligue française 2011-2012 - CS Marítimo (12.569) 5e du Portugal en 2011-2012 - Dynamo Moscou (11.066) 4e de Russie en 2011-2012 - Arsenal Kiev (9.026) 5e d'Ukraine en 2011-2012 - SC Heerenveen (20.103) 5e des Pays-Bas en 2011-2012 | - Liverpool (90.882) Vainqueur de la coupe de la Ligue anglaise 2011-2012 - Athletic Bilbao (47.837) Finaliste de la coupe d'Espagne 2011-2012 - Hanovre 96 (31.037) 7e d'Allemagne en 2011-2012 - Inter Milan (104.996) 6e d'Italie en 2011-2012 - Olympique de Marseille (85.835) Vainqueur de la coupe de la Ligue française 2011-2012 - CS Marítimo (12.569) 5e du Portugal en 2011-2012 - Dynamo Moscou (11.066) 4e de Russie en 2011-2012 - Arsenal Kiev (9.026) 5e d'Ukraine en 2011-2012 - SC Heerenveen (20.103) 5e des Pays-Bas en 2011-2012 | - Liverpool (90.882) Vainqueur de la coupe de la Ligue anglaise 2011-2012 - Athletic Bilbao (47.837) Finaliste de la coupe d'Espagne 2011-2012 - Hanovre 96 (31.037) 7e d'Allemagne en 2011-2012 - Inter Milan (104.996) 6e d'Italie en 2011-2012 - Olympique de Marseille (85.835) Vainqueur de la coupe de la Ligue française 2011-2012 - CS Marítimo (12.569) 5e du Portugal en 2011-2012 - Dynamo Moscou (11.066) 4e de Russie en 2011-2012 - Arsenal Kiev (9.026) 5e d'Ukraine en 2011-2012 - SC Heerenveen (20.103) 5e des Pays-Bas en 2011-2012 | - Liverpool (90.882) Vainqueur de la coupe de la Ligue anglaise 2011-2012 - Athletic Bilbao (47.837) Finaliste de la coupe d'Espagne 2011-2012 - Hanovre 96 (31.037) 7e d'Allemagne en 2011-2012 - Inter Milan (104.996) 6e d'Italie en 2011-2012 - Olympique de Marseille (85.835) Vainqueur de la coupe de la Ligue française 2011-2012 - CS Marítimo (12.569) 5e du Portugal en 2011-2012 - Dynamo Moscou (11.066) 4e de Russie en 2011-2012 - Arsenal Kiev (9.026) 5e d'Ukraine en 2011-2012 - SC Heerenveen (20.103) 5e des Pays-Bas en 2011-2012 | - Liverpool (90.882) Vainqueur de la coupe de la Ligue anglaise 2011-2012 - Athletic Bilbao (47.837) Finaliste de la coupe d'Espagne 2011-2012 - Hanovre 96 (31.037) 7e d'Allemagne en 2011-2012 - Inter Milan (104.996) 6e d'Italie en 2011-2012 - Olympique de Marseille (85.835) Vainqueur de la coupe de la Ligue française 2011-2012 - CS Marítimo (12.569) 5e du Portugal en 2011-2012 - Dynamo Moscou (11.066) 4e de Russie en 2011-2012 - Arsenal Kiev (9.026) 5e d'Ukraine en 2011-2012 - SC Heerenveen (20.103) 5e des Pays-Bas en 2011-2012 | - Liverpool (90.882) Vainqueur de la coupe de la Ligue anglaise 2011-2012 - Athletic Bilbao (47.837) Finaliste de la coupe d'Espagne 2011-2012 - Hanovre 96 (31.037) 7e d'Allemagne en 2011-2012 - Inter Milan (104.996) 6e d'Italie en 2011-2012 - Olympique de Marseille (85.835) Vainqueur de la coupe de la Ligue française 2011-2012 - CS Marítimo (12.569) 5e du Portugal en 2011-2012 - Dynamo Moscou (11.066) 4e de Russie en 2011-2012 - Arsenal Kiev (9.026) 5e d'Ukraine en 2011-2012 - SC Heerenveen (20.103) 5e des Pays-Bas en 2011-2012 | - Liverpool (90.882) Vainqueur de la coupe de la Ligue anglaise 2011-2012 - Athletic Bilbao (47.837) Finaliste de la coupe d'Espagne 2011-2012 - Hanovre 96 (31.037) 7e d'Allemagne en 2011-2012 - Inter Milan (104.996) 6e d'Italie en 2011-2012 - Olympique de Marseille (85.835) Vainqueur de la coupe de la Ligue française 2011-2012 - CS Marítimo (12.569) 5e du Portugal en 2011-2012 - Dynamo Moscou (11.066) 4e de Russie en 2011-2012 - Arsenal Kiev (9.026) 5e d'Ukraine en 2011-2012 - SC Heerenveen (20.103) 5e des Pays-Bas en 2011-2012 | - Liverpool (90.882) Vainqueur de la coupe de la Ligue anglaise 2011-2012 - Athletic Bilbao (47.837) Finaliste de la coupe d'Espagne 2011-2012 - Hanovre 96 (31.037) 7e d'Allemagne en 2011-2012 - Inter Milan (104.996) 6e d'Italie en 2011-2012 - Olympique de Marseille (85.835) Vainqueur de la coupe de la Ligue française 2011-2012 - CS Marítimo (12.569) 5e du Portugal en 2011-2012 - Dynamo Moscou (11.066) 4e de Russie en 2011-2012 - Arsenal Kiev (9.026) 5e d'Ukraine en 2011-2012 - SC Heerenveen (20.103) 5e des Pays-Bas en 2011-2012 | - Bursaspor (13.310) 5e de Turquie en 2011-2012 - PAOK Salonique (27.920) 4e des playoffs de Grèce en 2011-2012 - AC Horsens (5.505) 4e du Danemark en 2011-2012 - KRC Genk (16.480) 3e de Belgique en 2011-2012 - Steaua Bucarest (26.764) 3e de Roumanie en 2011-2012 - Dundee United (6.228) 4e d'Écosse en 2011-2012 - Rapid Vienne (12.265) 2e d'Autriche en 2011-2012 - Sparta Prague (25.570) 2e de République tchèque en 2011-2012 - Omonia Nicosie (9.099) Vainqueur de la coupe de Chypre 2011-2012 | - Bursaspor (13.310) 5e de Turquie en 2011-2012 - PAOK Salonique (27.920) 4e des playoffs de Grèce en 2011-2012 - AC Horsens (5.505) 4e du Danemark en 2011-2012 - KRC Genk (16.480) 3e de Belgique en 2011-2012 - Steaua Bucarest (26.764) 3e de Roumanie en 2011-2012 - Dundee United (6.228) 4e d'Écosse en 2011-2012 - Rapid Vienne (12.265) 2e d'Autriche en 2011-2012 - Sparta Prague (25.570) 2e de République tchèque en 2011-2012 - Omonia Nicosie (9.099) Vainqueur de la coupe de Chypre 2011-2012 | - Bursaspor (13.310) 5e de Turquie en 2011-2012 - PAOK Salonique (27.920) 4e des playoffs de Grèce en 2011-2012 - AC Horsens (5.505) 4e du Danemark en 2011-2012 - KRC Genk (16.480) 3e de Belgique en 2011-2012 - Steaua Bucarest (26.764) 3e de Roumanie en 2011-2012 - Dundee United (6.228) 4e d'Écosse en 2011-2012 - Rapid Vienne (12.265) 2e d'Autriche en 2011-2012 - Sparta Prague (25.570) 2e de République tchèque en 2011-2012 - Omonia Nicosie (9.099) Vainqueur de la coupe de Chypre 2011-2012 | - Bursaspor (13.310) 5e de Turquie en 2011-2012 - PAOK Salonique (27.920) 4e des playoffs de Grèce en 2011-2012 - AC Horsens (5.505) 4e du Danemark en 2011-2012 - KRC Genk (16.480) 3e de Belgique en 2011-2012 - Steaua Bucarest (26.764) 3e de Roumanie en 2011-2012 - Dundee United (6.228) 4e d'Écosse en 2011-2012 - Rapid Vienne (12.265) 2e d'Autriche en 2011-2012 - Sparta Prague (25.570) 2e de République tchèque en 2011-2012 - Omonia Nicosie (9.099) Vainqueur de la coupe de Chypre 2011-2012 | - Bursaspor (13.310) 5e de Turquie en 2011-2012 - PAOK Salonique (27.920) 4e des playoffs de Grèce en 2011-2012 - AC Horsens (5.505) 4e du Danemark en 2011-2012 - KRC Genk (16.480) 3e de Belgique en 2011-2012 - Steaua Bucarest (26.764) 3e de Roumanie en 2011-2012 - Dundee United (6.228) 4e d'Écosse en 2011-2012 - Rapid Vienne (12.265) 2e d'Autriche en 2011-2012 - Sparta Prague (25.570) 2e de République tchèque en 2011-2012 - Omonia Nicosie (9.099) Vainqueur de la coupe de Chypre 2011-2012 | - Bursaspor (13.310) 5e de Turquie en 2011-2012 - PAOK Salonique (27.920) 4e des playoffs de Grèce en 2011-2012 - AC Horsens (5.505) 4e du Danemark en 2011-2012 - KRC Genk (16.480) 3e de Belgique en 2011-2012 - Steaua Bucarest (26.764) 3e de Roumanie en 2011-2012 - Dundee United (6.228) 4e d'Écosse en 2011-2012 - Rapid Vienne (12.265) 2e d'Autriche en 2011-2012 - Sparta Prague (25.570) 2e de République tchèque en 2011-2012 - Omonia Nicosie (9.099) Vainqueur de la coupe de Chypre 2011-2012 | - Bursaspor (13.310) 5e de Turquie en 2011-2012 - PAOK Salonique (27.920) 4e des playoffs de Grèce en 2011-2012 - AC Horsens (5.505) 4e du Danemark en 2011-2012 - KRC Genk (16.480) 3e de Belgique en 2011-2012 - Steaua Bucarest (26.764) 3e de Roumanie en 2011-2012 - Dundee United (6.228) 4e d'Écosse en 2011-2012 - Rapid Vienne (12.265) 2e d'Autriche en 2011-2012 - Sparta Prague (25.570) 2e de République tchèque en 2011-2012 - Omonia Nicosie (9.099) Vainqueur de la coupe de Chypre 2011-2012 | - Bursaspor (13.310) 5e de Turquie en 2011-2012 - PAOK Salonique (27.920) 4e des playoffs de Grèce en 2011-2012 - AC Horsens (5.505) 4e du Danemark en 2011-2012 - KRC Genk (16.480) 3e de Belgique en 2011-2012 - Steaua Bucarest (26.764) 3e de Roumanie en 2011-2012 - Dundee United (6.228) 4e d'Écosse en 2011-2012 - Rapid Vienne (12.265) 2e d'Autriche en 2011-2012 - Sparta Prague (25.570) 2e de République tchèque en 2011-2012 - Omonia Nicosie (9.099) Vainqueur de la coupe de Chypre 2011-2012 |
| Deuxième tour de qualification | | | | | | | | | | | | | | | |
| - Anji Makhatchkala (9.566) 5e de Russie en 2011-2012 - Metalurg Donetsk (10.526) Finaliste de la coupe d'Ukraine 2011-2012 - Vitesse Arnhem (9.103) Vainqueur des playoffs des Pays-Bas en 2011-2012 - Eskişehirspor (6.810) 6e de Turquie en 2011-2012 - Asteras Tripolis (7.420) 6e de Grèce en 2011-2012 - AGF Aarhus (5.505) 5e du Danemark en 2011-2012 - La Gantoise (12.480) Vainqueur du test-match européen de Belgique en 2011-2012 - Rapid Bucarest (8.764) 4e de Roumanie en 2011-2012 - Saint Johnstone (4.228) 6e d'Écosse en 2011-2012 - Young Boys de Berne (16.860) 3e de Suisse en 2011-2012 - Servette (5.360) 4e de Suisse en 2011-2012 - Bnei Yehoudah (7.400) 3e d'Israël en 2011-2012 - Maccabi Netanya (5.400) 4e d'Israël en 2011-2012 - Viktoria Plzeň (14.070) 3e de République tchèque en 2011-2012 - Mladá Boleslav (9.070) 4e de République tchèque en 2011-2012 - Admira Wacker (5.265) 3e d'Autriche en 2011-2012 - SV Ried (6.765) Finaliste de la coupe d'Autriche 2011-2012 - APOEL Nicosie (33.599) 2e de Chypre en 2011-2012 - Anorthosis Famagouste (17.099) 4e de Chypre en 2011-2012 - CSKA Sofia (10.350) 2e de Bulgarie en 2011-2012 - Levski Sofia (11.850) 3e de Bulgarie en 2011-2012 - Lokomotiv Plovdiv (2.850) Finaliste de la coupe de Bulgarie 2011-2012 | - Anji Makhatchkala (9.566) 5e de Russie en 2011-2012 - Metalurg Donetsk (10.526) Finaliste de la coupe d'Ukraine 2011-2012 - Vitesse Arnhem (9.103) Vainqueur des playoffs des Pays-Bas en 2011-2012 - Eskişehirspor (6.810) 6e de Turquie en 2011-2012 - Asteras Tripolis (7.420) 6e de Grèce en 2011-2012 - AGF Aarhus (5.505) 5e du Danemark en 2011-2012 - La Gantoise (12.480) Vainqueur du test-match européen de Belgique en 2011-2012 - Rapid Bucarest (8.764) 4e de Roumanie en 2011-2012 - Saint Johnstone (4.228) 6e d'Écosse en 2011-2012 - Young Boys de Berne (16.860) 3e de Suisse en 2011-2012 - Servette (5.360) 4e de Suisse en 2011-2012 - Bnei Yehoudah (7.400) 3e d'Israël en 2011-2012 - Maccabi Netanya (5.400) 4e d'Israël en 2011-2012 - Viktoria Plzeň (14.070) 3e de République tchèque en 2011-2012 - Mladá Boleslav (9.070) 4e de République tchèque en 2011-2012 - Admira Wacker (5.265) 3e d'Autriche en 2011-2012 - SV Ried (6.765) Finaliste de la coupe d'Autriche 2011-2012 - APOEL Nicosie (33.599) 2e de Chypre en 2011-2012 - Anorthosis Famagouste (17.099) 4e de Chypre en 2011-2012 - CSKA Sofia (10.350) 2e de Bulgarie en 2011-2012 - Levski Sofia (11.850) 3e de Bulgarie en 2011-2012 - Lokomotiv Plovdiv (2.850) Finaliste de la coupe de Bulgarie 2011-2012 | - Anji Makhatchkala (9.566) 5e de Russie en 2011-2012 - Metalurg Donetsk (10.526) Finaliste de la coupe d'Ukraine 2011-2012 - Vitesse Arnhem (9.103) Vainqueur des playoffs des Pays-Bas en 2011-2012 - Eskişehirspor (6.810) 6e de Turquie en 2011-2012 - Asteras Tripolis (7.420) 6e de Grèce en 2011-2012 - AGF Aarhus (5.505) 5e du Danemark en 2011-2012 - La Gantoise (12.480) Vainqueur du test-match européen de Belgique en 2011-2012 - Rapid Bucarest (8.764) 4e de Roumanie en 2011-2012 - Saint Johnstone (4.228) 6e d'Écosse en 2011-2012 - Young Boys de Berne (16.860) 3e de Suisse en 2011-2012 - Servette (5.360) 4e de Suisse en 2011-2012 - Bnei Yehoudah (7.400) 3e d'Israël en 2011-2012 - Maccabi Netanya (5.400) 4e d'Israël en 2011-2012 - Viktoria Plzeň (14.070) 3e de République tchèque en 2011-2012 - Mladá Boleslav (9.070) 4e de République tchèque en 2011-2012 - Admira Wacker (5.265) 3e d'Autriche en 2011-2012 - SV Ried (6.765) Finaliste de la coupe d'Autriche 2011-2012 - APOEL Nicosie (33.599) 2e de Chypre en 2011-2012 - Anorthosis Famagouste (17.099) 4e de Chypre en 2011-2012 - CSKA Sofia (10.350) 2e de Bulgarie en 2011-2012 - Levski Sofia (11.850) 3e de Bulgarie en 2011-2012 - Lokomotiv Plovdiv (2.850) Finaliste de la coupe de Bulgarie 2011-2012 | - Anji Makhatchkala (9.566) 5e de Russie en 2011-2012 - Metalurg Donetsk (10.526) Finaliste de la coupe d'Ukraine 2011-2012 - Vitesse Arnhem (9.103) Vainqueur des playoffs des Pays-Bas en 2011-2012 - Eskişehirspor (6.810) 6e de Turquie en 2011-2012 - Asteras Tripolis (7.420) 6e de Grèce en 2011-2012 - AGF Aarhus (5.505) 5e du Danemark en 2011-2012 - La Gantoise (12.480) Vainqueur du test-match européen de Belgique en 2011-2012 - Rapid Bucarest (8.764) 4e de Roumanie en 2011-2012 - Saint Johnstone (4.228) 6e d'Écosse en 2011-2012 - Young Boys de Berne (16.860) 3e de Suisse en 2011-2012 - Servette (5.360) 4e de Suisse en 2011-2012 - Bnei Yehoudah (7.400) 3e d'Israël en 2011-2012 - Maccabi Netanya (5.400) 4e d'Israël en 2011-2012 - Viktoria Plzeň (14.070) 3e de République tchèque en 2011-2012 - Mladá Boleslav (9.070) 4e de République tchèque en 2011-2012 - Admira Wacker (5.265) 3e d'Autriche en 2011-2012 - SV Ried (6.765) Finaliste de la coupe d'Autriche 2011-2012 - APOEL Nicosie (33.599) 2e de Chypre en 2011-2012 - Anorthosis Famagouste (17.099) 4e de Chypre en 2011-2012 - CSKA Sofia (10.350) 2e de Bulgarie en 2011-2012 - Levski Sofia (11.850) 3e de Bulgarie en 2011-2012 - Lokomotiv Plovdiv (2.850) Finaliste de la coupe de Bulgarie 2011-2012 | - Anji Makhatchkala (9.566) 5e de Russie en 2011-2012 - Metalurg Donetsk (10.526) Finaliste de la coupe d'Ukraine 2011-2012 - Vitesse Arnhem (9.103) Vainqueur des playoffs des Pays-Bas en 2011-2012 - Eskişehirspor (6.810) 6e de Turquie en 2011-2012 - Asteras Tripolis (7.420) 6e de Grèce en 2011-2012 - AGF Aarhus (5.505) 5e du Danemark en 2011-2012 - La Gantoise (12.480) Vainqueur du test-match européen de Belgique en 2011-2012 - Rapid Bucarest (8.764) 4e de Roumanie en 2011-2012 - Saint Johnstone (4.228) 6e d'Écosse en 2011-2012 - Young Boys de Berne (16.860) 3e de Suisse en 2011-2012 - Servette (5.360) 4e de Suisse en 2011-2012 - Bnei Yehoudah (7.400) 3e d'Israël en 2011-2012 - Maccabi Netanya (5.400) 4e d'Israël en 2011-2012 - Viktoria Plzeň (14.070) 3e de République tchèque en 2011-2012 - Mladá Boleslav (9.070) 4e de République tchèque en 2011-2012 - Admira Wacker (5.265) 3e d'Autriche en 2011-2012 - SV Ried (6.765) Finaliste de la coupe d'Autriche 2011-2012 - APOEL Nicosie (33.599) 2e de Chypre en 2011-2012 - Anorthosis Famagouste (17.099) 4e de Chypre en 2011-2012 - CSKA Sofia (10.350) 2e de Bulgarie en 2011-2012 - Levski Sofia (11.850) 3e de Bulgarie en 2011-2012 - Lokomotiv Plovdiv (2.850) Finaliste de la coupe de Bulgarie 2011-2012 | - Anji Makhatchkala (9.566) 5e de Russie en 2011-2012 - Metalurg Donetsk (10.526) Finaliste de la coupe d'Ukraine 2011-2012 - Vitesse Arnhem (9.103) Vainqueur des playoffs des Pays-Bas en 2011-2012 - Eskişehirspor (6.810) 6e de Turquie en 2011-2012 - Asteras Tripolis (7.420) 6e de Grèce en 2011-2012 - AGF Aarhus (5.505) 5e du Danemark en 2011-2012 - La Gantoise (12.480) Vainqueur du test-match européen de Belgique en 2011-2012 - Rapid Bucarest (8.764) 4e de Roumanie en 2011-2012 - Saint Johnstone (4.228) 6e d'Écosse en 2011-2012 - Young Boys de Berne (16.860) 3e de Suisse en 2011-2012 - Servette (5.360) 4e de Suisse en 2011-2012 - Bnei Yehoudah (7.400) 3e d'Israël en 2011-2012 - Maccabi Netanya (5.400) 4e d'Israël en 2011-2012 - Viktoria Plzeň (14.070) 3e de République tchèque en 2011-2012 - Mladá Boleslav (9.070) 4e de République tchèque en 2011-2012 - Admira Wacker (5.265) 3e d'Autriche en 2011-2012 - SV Ried (6.765) Finaliste de la coupe d'Autriche 2011-2012 - APOEL Nicosie (33.599) 2e de Chypre en 2011-2012 - Anorthosis Famagouste (17.099) 4e de Chypre en 2011-2012 - CSKA Sofia (10.350) 2e de Bulgarie en 2011-2012 - Levski Sofia (11.850) 3e de Bulgarie en 2011-2012 - Lokomotiv Plovdiv (2.850) Finaliste de la coupe de Bulgarie 2011-2012 | - Anji Makhatchkala (9.566) 5e de Russie en 2011-2012 - Metalurg Donetsk (10.526) Finaliste de la coupe d'Ukraine 2011-2012 - Vitesse Arnhem (9.103) Vainqueur des playoffs des Pays-Bas en 2011-2012 - Eskişehirspor (6.810) 6e de Turquie en 2011-2012 - Asteras Tripolis (7.420) 6e de Grèce en 2011-2012 - AGF Aarhus (5.505) 5e du Danemark en 2011-2012 - La Gantoise (12.480) Vainqueur du test-match européen de Belgique en 2011-2012 - Rapid Bucarest (8.764) 4e de Roumanie en 2011-2012 - Saint Johnstone (4.228) 6e d'Écosse en 2011-2012 - Young Boys de Berne (16.860) 3e de Suisse en 2011-2012 - Servette (5.360) 4e de Suisse en 2011-2012 - Bnei Yehoudah (7.400) 3e d'Israël en 2011-2012 - Maccabi Netanya (5.400) 4e d'Israël en 2011-2012 - Viktoria Plzeň (14.070) 3e de République tchèque en 2011-2012 - Mladá Boleslav (9.070) 4e de République tchèque en 2011-2012 - Admira Wacker (5.265) 3e d'Autriche en 2011-2012 - SV Ried (6.765) Finaliste de la coupe d'Autriche 2011-2012 - APOEL Nicosie (33.599) 2e de Chypre en 2011-2012 - Anorthosis Famagouste (17.099) 4e de Chypre en 2011-2012 - CSKA Sofia (10.350) 2e de Bulgarie en 2011-2012 - Levski Sofia (11.850) 3e de Bulgarie en 2011-2012 - Lokomotiv Plovdiv (2.850) Finaliste de la coupe de Bulgarie 2011-2012 | - Anji Makhatchkala (9.566) 5e de Russie en 2011-2012 - Metalurg Donetsk (10.526) Finaliste de la coupe d'Ukraine 2011-2012 - Vitesse Arnhem (9.103) Vainqueur des playoffs des Pays-Bas en 2011-2012 - Eskişehirspor (6.810) 6e de Turquie en 2011-2012 - Asteras Tripolis (7.420) 6e de Grèce en 2011-2012 - AGF Aarhus (5.505) 5e du Danemark en 2011-2012 - La Gantoise (12.480) Vainqueur du test-match européen de Belgique en 2011-2012 - Rapid Bucarest (8.764) 4e de Roumanie en 2011-2012 - Saint Johnstone (4.228) 6e d'Écosse en 2011-2012 - Young Boys de Berne (16.860) 3e de Suisse en 2011-2012 - Servette (5.360) 4e de Suisse en 2011-2012 - Bnei Yehoudah (7.400) 3e d'Israël en 2011-2012 - Maccabi Netanya (5.400) 4e d'Israël en 2011-2012 - Viktoria Plzeň (14.070) 3e de République tchèque en 2011-2012 - Mladá Boleslav (9.070) 4e de République tchèque en 2011-2012 - Admira Wacker (5.265) 3e d'Autriche en 2011-2012 - SV Ried (6.765) Finaliste de la coupe d'Autriche 2011-2012 - APOEL Nicosie (33.599) 2e de Chypre en 2011-2012 - Anorthosis Famagouste (17.099) 4e de Chypre en 2011-2012 - CSKA Sofia (10.350) 2e de Bulgarie en 2011-2012 - Levski Sofia (11.850) 3e de Bulgarie en 2011-2012 - Lokomotiv Plovdiv (2.850) Finaliste de la coupe de Bulgarie 2011-2012 | - Hajduk Split (7.774) 2e de Croatie en 2011-2012 - Slaven Belupo (4.774) 3e de Croatie en 2011-2012 - Naftan Novopolotsk (4.141) Vainqueur de la coupe de Biélorussie 2011-2012 - Shakhtyor Soligorsk (4.141) 2e de Biélorussie en 2011 - Legia Varsovie (11.983) Vainqueur de la coupe de Pologne 2011-2012 - Ruch Chorzów (4.983) 2e de Pologne en 2011-2012 - Spartak Trnava (4.974) 2e de Slovaquie en 2011-2012 - Slovan Bratislava (7.974) 3e de Slovaquie en 2011-2012 - Aalesunds (5.435) Vainqueur de la coupe de Norvège 2011 - Tromsø (4.935) 2e de Norvège en 2011 - Étoile rouge de Belgrade (10.850) Vainqueur de la coupe de Serbie 2011-2012 - Vojvodina Novi Sad (4.350) 3e de Serbie en 2011-2012 - AIK Solna (5.680) 2e de Suède en 2011 - Široki Brijeg (2.933) 2e de Bosnie-Herzégovine en 2011-2012 - Inter Turku (3.826) 2e de Finlande en 2011 - Sligo Rovers (2.725) Vainqueur de la coupe d'Irlande 2011 - Videoton (3.450) 2e de Hongrie en 2011-2012 - Milsami (1.599) Vainqueur de la coupe de Moldavie 2011-2012 - Žalgiris Vilnius (1.375) Vainqueur de la coupe de Lituanie 2011-2012 - Skonto Riga (2.924) Vainqueur de la coupe de Lettonie 2011-2012 - Dila Gori (1.733) Vainqueur de la coupe de Géorgie 2011-2012 | - Hajduk Split (7.774) 2e de Croatie en 2011-2012 - Slaven Belupo (4.774) 3e de Croatie en 2011-2012 - Naftan Novopolotsk (4.141) Vainqueur de la coupe de Biélorussie 2011-2012 - Shakhtyor Soligorsk (4.141) 2e de Biélorussie en 2011 - Legia Varsovie (11.983) Vainqueur de la coupe de Pologne 2011-2012 - Ruch Chorzów (4.983) 2e de Pologne en 2011-2012 - Spartak Trnava (4.974) 2e de Slovaquie en 2011-2012 - Slovan Bratislava (7.974) 3e de Slovaquie en 2011-2012 - Aalesunds (5.435) Vainqueur de la coupe de Norvège 2011 - Tromsø (4.935) 2e de Norvège en 2011 - Étoile rouge de Belgrade (10.850) Vainqueur de la coupe de Serbie 2011-2012 - Vojvodina Novi Sad (4.350) 3e de Serbie en 2011-2012 - AIK Solna (5.680) 2e de Suède en 2011 - Široki Brijeg (2.933) 2e de Bosnie-Herzégovine en 2011-2012 - Inter Turku (3.826) 2e de Finlande en 2011 - Sligo Rovers (2.725) Vainqueur de la coupe d'Irlande 2011 - Videoton (3.450) 2e de Hongrie en 2011-2012 - Milsami (1.599) Vainqueur de la coupe de Moldavie 2011-2012 - Žalgiris Vilnius (1.375) Vainqueur de la coupe de Lituanie 2011-2012 - Skonto Riga (2.924) Vainqueur de la coupe de Lettonie 2011-2012 - Dila Gori (1.733) Vainqueur de la coupe de Géorgie 2011-2012 | - Hajduk Split (7.774) 2e de Croatie en 2011-2012 - Slaven Belupo (4.774) 3e de Croatie en 2011-2012 - Naftan Novopolotsk (4.141) Vainqueur de la coupe de Biélorussie 2011-2012 - Shakhtyor Soligorsk (4.141) 2e de Biélorussie en 2011 - Legia Varsovie (11.983) Vainqueur de la coupe de Pologne 2011-2012 - Ruch Chorzów (4.983) 2e de Pologne en 2011-2012 - Spartak Trnava (4.974) 2e de Slovaquie en 2011-2012 - Slovan Bratislava (7.974) 3e de Slovaquie en 2011-2012 - Aalesunds (5.435) Vainqueur de la coupe de Norvège 2011 - Tromsø (4.935) 2e de Norvège en 2011 - Étoile rouge de Belgrade (10.850) Vainqueur de la coupe de Serbie 2011-2012 - Vojvodina Novi Sad (4.350) 3e de Serbie en 2011-2012 - AIK Solna (5.680) 2e de Suède en 2011 - Široki Brijeg (2.933) 2e de Bosnie-Herzégovine en 2011-2012 - Inter Turku (3.826) 2e de Finlande en 2011 - Sligo Rovers (2.725) Vainqueur de la coupe d'Irlande 2011 - Videoton (3.450) 2e de Hongrie en 2011-2012 - Milsami (1.599) Vainqueur de la coupe de Moldavie 2011-2012 - Žalgiris Vilnius (1.375) Vainqueur de la coupe de Lituanie 2011-2012 - Skonto Riga (2.924) Vainqueur de la coupe de Lettonie 2011-2012 - Dila Gori (1.733) Vainqueur de la coupe de Géorgie 2011-2012 | - Hajduk Split (7.774) 2e de Croatie en 2011-2012 - Slaven Belupo (4.774) 3e de Croatie en 2011-2012 - Naftan Novopolotsk (4.141) Vainqueur de la coupe de Biélorussie 2011-2012 - Shakhtyor Soligorsk (4.141) 2e de Biélorussie en 2011 - Legia Varsovie (11.983) Vainqueur de la coupe de Pologne 2011-2012 - Ruch Chorzów (4.983) 2e de Pologne en 2011-2012 - Spartak Trnava (4.974) 2e de Slovaquie en 2011-2012 - Slovan Bratislava (7.974) 3e de Slovaquie en 2011-2012 - Aalesunds (5.435) Vainqueur de la coupe de Norvège 2011 - Tromsø (4.935) 2e de Norvège en 2011 - Étoile rouge de Belgrade (10.850) Vainqueur de la coupe de Serbie 2011-2012 - Vojvodina Novi Sad (4.350) 3e de Serbie en 2011-2012 - AIK Solna (5.680) 2e de Suède en 2011 - Široki Brijeg (2.933) 2e de Bosnie-Herzégovine en 2011-2012 - Inter Turku (3.826) 2e de Finlande en 2011 - Sligo Rovers (2.725) Vainqueur de la coupe d'Irlande 2011 - Videoton (3.450) 2e de Hongrie en 2011-2012 - Milsami (1.599) Vainqueur de la coupe de Moldavie 2011-2012 - Žalgiris Vilnius (1.375) Vainqueur de la coupe de Lituanie 2011-2012 - Skonto Riga (2.924) Vainqueur de la coupe de Lettonie 2011-2012 - Dila Gori (1.733) Vainqueur de la coupe de Géorgie 2011-2012 | - Hajduk Split (7.774) 2e de Croatie en 2011-2012 - Slaven Belupo (4.774) 3e de Croatie en 2011-2012 - Naftan Novopolotsk (4.141) Vainqueur de la coupe de Biélorussie 2011-2012 - Shakhtyor Soligorsk (4.141) 2e de Biélorussie en 2011 - Legia Varsovie (11.983) Vainqueur de la coupe de Pologne 2011-2012 - Ruch Chorzów (4.983) 2e de Pologne en 2011-2012 - Spartak Trnava (4.974) 2e de Slovaquie en 2011-2012 - Slovan Bratislava (7.974) 3e de Slovaquie en 2011-2012 - Aalesunds (5.435) Vainqueur de la coupe de Norvège 2011 - Tromsø (4.935) 2e de Norvège en 2011 - Étoile rouge de Belgrade (10.850) Vainqueur de la coupe de Serbie 2011-2012 - Vojvodina Novi Sad (4.350) 3e de Serbie en 2011-2012 - AIK Solna (5.680) 2e de Suède en 2011 - Široki Brijeg (2.933) 2e de Bosnie-Herzégovine en 2011-2012 - Inter Turku (3.826) 2e de Finlande en 2011 - Sligo Rovers (2.725) Vainqueur de la coupe d'Irlande 2011 - Videoton (3.450) 2e de Hongrie en 2011-2012 - Milsami (1.599) Vainqueur de la coupe de Moldavie 2011-2012 - Žalgiris Vilnius (1.375) Vainqueur de la coupe de Lituanie 2011-2012 - Skonto Riga (2.924) Vainqueur de la coupe de Lettonie 2011-2012 - Dila Gori (1.733) Vainqueur de la coupe de Géorgie 2011-2012 | - Hajduk Split (7.774) 2e de Croatie en 2011-2012 - Slaven Belupo (4.774) 3e de Croatie en 2011-2012 - Naftan Novopolotsk (4.141) Vainqueur de la coupe de Biélorussie 2011-2012 - Shakhtyor Soligorsk (4.141) 2e de Biélorussie en 2011 - Legia Varsovie (11.983) Vainqueur de la coupe de Pologne 2011-2012 - Ruch Chorzów (4.983) 2e de Pologne en 2011-2012 - Spartak Trnava (4.974) 2e de Slovaquie en 2011-2012 - Slovan Bratislava (7.974) 3e de Slovaquie en 2011-2012 - Aalesunds (5.435) Vainqueur de la coupe de Norvège 2011 - Tromsø (4.935) 2e de Norvège en 2011 - Étoile rouge de Belgrade (10.850) Vainqueur de la coupe de Serbie 2011-2012 - Vojvodina Novi Sad (4.350) 3e de Serbie en 2011-2012 - AIK Solna (5.680) 2e de Suède en 2011 - Široki Brijeg (2.933) 2e de Bosnie-Herzégovine en 2011-2012 - Inter Turku (3.826) 2e de Finlande en 2011 - Sligo Rovers (2.725) Vainqueur de la coupe d'Irlande 2011 - Videoton (3.450) 2e de Hongrie en 2011-2012 - Milsami (1.599) Vainqueur de la coupe de Moldavie 2011-2012 - Žalgiris Vilnius (1.375) Vainqueur de la coupe de Lituanie 2011-2012 - Skonto Riga (2.924) Vainqueur de la coupe de Lettonie 2011-2012 - Dila Gori (1.733) Vainqueur de la coupe de Géorgie 2011-2012 | - Hajduk Split (7.774) 2e de Croatie en 2011-2012 - Slaven Belupo (4.774) 3e de Croatie en 2011-2012 - Naftan Novopolotsk (4.141) Vainqueur de la coupe de Biélorussie 2011-2012 - Shakhtyor Soligorsk (4.141) 2e de Biélorussie en 2011 - Legia Varsovie (11.983) Vainqueur de la coupe de Pologne 2011-2012 - Ruch Chorzów (4.983) 2e de Pologne en 2011-2012 - Spartak Trnava (4.974) 2e de Slovaquie en 2011-2012 - Slovan Bratislava (7.974) 3e de Slovaquie en 2011-2012 - Aalesunds (5.435) Vainqueur de la coupe de Norvège 2011 - Tromsø (4.935) 2e de Norvège en 2011 - Étoile rouge de Belgrade (10.850) Vainqueur de la coupe de Serbie 2011-2012 - Vojvodina Novi Sad (4.350) 3e de Serbie en 2011-2012 - AIK Solna (5.680) 2e de Suède en 2011 - Široki Brijeg (2.933) 2e de Bosnie-Herzégovine en 2011-2012 - Inter Turku (3.826) 2e de Finlande en 2011 - Sligo Rovers (2.725) Vainqueur de la coupe d'Irlande 2011 - Videoton (3.450) 2e de Hongrie en 2011-2012 - Milsami (1.599) Vainqueur de la coupe de Moldavie 2011-2012 - Žalgiris Vilnius (1.375) Vainqueur de la coupe de Lituanie 2011-2012 - Skonto Riga (2.924) Vainqueur de la coupe de Lettonie 2011-2012 - Dila Gori (1.733) Vainqueur de la coupe de Géorgie 2011-2012 | - Hajduk Split (7.774) 2e de Croatie en 2011-2012 - Slaven Belupo (4.774) 3e de Croatie en 2011-2012 - Naftan Novopolotsk (4.141) Vainqueur de la coupe de Biélorussie 2011-2012 - Shakhtyor Soligorsk (4.141) 2e de Biélorussie en 2011 - Legia Varsovie (11.983) Vainqueur de la coupe de Pologne 2011-2012 - Ruch Chorzów (4.983) 2e de Pologne en 2011-2012 - Spartak Trnava (4.974) 2e de Slovaquie en 2011-2012 - Slovan Bratislava (7.974) 3e de Slovaquie en 2011-2012 - Aalesunds (5.435) Vainqueur de la coupe de Norvège 2011 - Tromsø (4.935) 2e de Norvège en 2011 - Étoile rouge de Belgrade (10.850) Vainqueur de la coupe de Serbie 2011-2012 - Vojvodina Novi Sad (4.350) 3e de Serbie en 2011-2012 - AIK Solna (5.680) 2e de Suède en 2011 - Široki Brijeg (2.933) 2e de Bosnie-Herzégovine en 2011-2012 - Inter Turku (3.826) 2e de Finlande en 2011 - Sligo Rovers (2.725) Vainqueur de la coupe d'Irlande 2011 - Videoton (3.450) 2e de Hongrie en 2011-2012 - Milsami (1.599) Vainqueur de la coupe de Moldavie 2011-2012 - Žalgiris Vilnius (1.375) Vainqueur de la coupe de Lituanie 2011-2012 - Skonto Riga (2.924) Vainqueur de la coupe de Lettonie 2011-2012 - Dila Gori (1.733) Vainqueur de la coupe de Géorgie 2011-2012 |
| Premier tour de qualification | | | | | | | | | | | | | | | |
| - Prix du fair play UEFA - Stabæk (4.935) - MyPa (2.826) - FC Twente (57.103) - NK Osijek (3.774) Finaliste de la coupe de Croatie 2011-2012 - Gomel (4.641) 3e de Biélorussie en 2011 - Lech Poznań (22.483) 4e de Pologne en 2011-2012 - Senica (3.974) 4e de Slovaquie en 2011-2012 - Rosenborg (20.935) 3e de Norvège en 2011 - Jagodina (2.850) 4e de Serbie en 2011-2012 - Elfsborg (10.180) 3e de Suède en 2011 - Kalmar FF (7.180) Finaliste de la coupe de Suède 2011 - Borac BL (3.183) 3e de Bosnie-Herzégovine en 2011-2012 - FK Sarajevo (4.183) 4e de Bosnie-Herzégovine en 2011-2012 - JJK Jyväskylä (1.826) 3e de Finlande en 2011 - KuPS (2.326) Finaliste de la coupe de Finlande 2011 - St. Patrick's (4.975) 4e d'Irlande en 2011 - Bohemians (3.975) 5e d'Irlande en 2011 - Budapest Honvéd (2.950) 4e de Hongrie en 2011-2012 - MTK Budapest (1.950) Finaliste de la coupe de Hongrie 2011-2012 - Dacia Chișinău (3.349) 2e de Moldavie en 2011-2012 - Zimbru Chişinău (1.849) 3e de Moldavie en 2011-2012 - Sūduva Marijampolė (2.875) 3e de Lituanie en 2011 - Šiauliai (1.875) 4e de Lituanie en 2011 - Liepājas Metalurgs (3.174) 2e de Lettonie en 2011 - Daugava Daugavpils (1.424) 3e de Lettonie en 2011 - Metalurgi Rustavi (4.233) 2e de Géorgie en 2011-2012 - Torpedo Koutaïssi (1.733) 3e de Géorgie en 2011-2012 - FK Bakou (3.241) Vainqueur de la coupe d'Azerbaïdjan 2011-2012 - Khazar Lankaran (1.991) 2e d'Azerbaïdjan en 2011-2012 - Inter Bakou (2.491) 3e d'Azerbaïdjan en 2011-2012 - Olimpija Ljubljana (2.674) 2e de Slovénie en 2011-2012 - Mura 05 (1.424) 3e de Slovénie en 2011-2012 - NK Celje (1.424) Finaliste de la coupe de Slovénie 2011-2012 - Renova Džepčište (2.633) Vainqueur de la coupe de Macédoine 2011-2012 - Metalurg Skopje (1.883) 2e de Macédoine en 2011-2012 - Škendija Tetovo (2.133) 3e de Macédoine en 2011-2012 | - Prix du fair play UEFA - Stabæk (4.935) - MyPa (2.826) - FC Twente (57.103) - NK Osijek (3.774) Finaliste de la coupe de Croatie 2011-2012 - Gomel (4.641) 3e de Biélorussie en 2011 - Lech Poznań (22.483) 4e de Pologne en 2011-2012 - Senica (3.974) 4e de Slovaquie en 2011-2012 - Rosenborg (20.935) 3e de Norvège en 2011 - Jagodina (2.850) 4e de Serbie en 2011-2012 - Elfsborg (10.180) 3e de Suède en 2011 - Kalmar FF (7.180) Finaliste de la coupe de Suède 2011 - Borac BL (3.183) 3e de Bosnie-Herzégovine en 2011-2012 - FK Sarajevo (4.183) 4e de Bosnie-Herzégovine en 2011-2012 - JJK Jyväskylä (1.826) 3e de Finlande en 2011 - KuPS (2.326) Finaliste de la coupe de Finlande 2011 - St. Patrick's (4.975) 4e d'Irlande en 2011 - Bohemians (3.975) 5e d'Irlande en 2011 - Budapest Honvéd (2.950) 4e de Hongrie en 2011-2012 - MTK Budapest (1.950) Finaliste de la coupe de Hongrie 2011-2012 - Dacia Chișinău (3.349) 2e de Moldavie en 2011-2012 - Zimbru Chişinău (1.849) 3e de Moldavie en 2011-2012 - Sūduva Marijampolė (2.875) 3e de Lituanie en 2011 - Šiauliai (1.875) 4e de Lituanie en 2011 - Liepājas Metalurgs (3.174) 2e de Lettonie en 2011 - Daugava Daugavpils (1.424) 3e de Lettonie en 2011 - Metalurgi Rustavi (4.233) 2e de Géorgie en 2011-2012 - Torpedo Koutaïssi (1.733) 3e de Géorgie en 2011-2012 - FK Bakou (3.241) Vainqueur de la coupe d'Azerbaïdjan 2011-2012 - Khazar Lankaran (1.991) 2e d'Azerbaïdjan en 2011-2012 - Inter Bakou (2.491) 3e d'Azerbaïdjan en 2011-2012 - Olimpija Ljubljana (2.674) 2e de Slovénie en 2011-2012 - Mura 05 (1.424) 3e de Slovénie en 2011-2012 - NK Celje (1.424) Finaliste de la coupe de Slovénie 2011-2012 - Renova Džepčište (2.633) Vainqueur de la coupe de Macédoine 2011-2012 - Metalurg Skopje (1.883) 2e de Macédoine en 2011-2012 - Škendija Tetovo (2.133) 3e de Macédoine en 2011-2012 | - Prix du fair play UEFA - Stabæk (4.935) - MyPa (2.826) - FC Twente (57.103) - NK Osijek (3.774) Finaliste de la coupe de Croatie 2011-2012 - Gomel (4.641) 3e de Biélorussie en 2011 - Lech Poznań (22.483) 4e de Pologne en 2011-2012 - Senica (3.974) 4e de Slovaquie en 2011-2012 - Rosenborg (20.935) 3e de Norvège en 2011 - Jagodina (2.850) 4e de Serbie en 2011-2012 - Elfsborg (10.180) 3e de Suède en 2011 - Kalmar FF (7.180) Finaliste de la coupe de Suède 2011 - Borac BL (3.183) 3e de Bosnie-Herzégovine en 2011-2012 - FK Sarajevo (4.183) 4e de Bosnie-Herzégovine en 2011-2012 - JJK Jyväskylä (1.826) 3e de Finlande en 2011 - KuPS (2.326) Finaliste de la coupe de Finlande 2011 - St. Patrick's (4.975) 4e d'Irlande en 2011 - Bohemians (3.975) 5e d'Irlande en 2011 - Budapest Honvéd (2.950) 4e de Hongrie en 2011-2012 - MTK Budapest (1.950) Finaliste de la coupe de Hongrie 2011-2012 - Dacia Chișinău (3.349) 2e de Moldavie en 2011-2012 - Zimbru Chişinău (1.849) 3e de Moldavie en 2011-2012 - Sūduva Marijampolė (2.875) 3e de Lituanie en 2011 - Šiauliai (1.875) 4e de Lituanie en 2011 - Liepājas Metalurgs (3.174) 2e de Lettonie en 2011 - Daugava Daugavpils (1.424) 3e de Lettonie en 2011 - Metalurgi Rustavi (4.233) 2e de Géorgie en 2011-2012 - Torpedo Koutaïssi (1.733) 3e de Géorgie en 2011-2012 - FK Bakou (3.241) Vainqueur de la coupe d'Azerbaïdjan 2011-2012 - Khazar Lankaran (1.991) 2e d'Azerbaïdjan en 2011-2012 - Inter Bakou (2.491) 3e d'Azerbaïdjan en 2011-2012 - Olimpija Ljubljana (2.674) 2e de Slovénie en 2011-2012 - Mura 05 (1.424) 3e de Slovénie en 2011-2012 - NK Celje (1.424) Finaliste de la coupe de Slovénie 2011-2012 - Renova Džepčište (2.633) Vainqueur de la coupe de Macédoine 2011-2012 - Metalurg Skopje (1.883) 2e de Macédoine en 2011-2012 - Škendija Tetovo (2.133) 3e de Macédoine en 2011-2012 | - Prix du fair play UEFA - Stabæk (4.935) - MyPa (2.826) - FC Twente (57.103) - NK Osijek (3.774) Finaliste de la coupe de Croatie 2011-2012 - Gomel (4.641) 3e de Biélorussie en 2011 - Lech Poznań (22.483) 4e de Pologne en 2011-2012 - Senica (3.974) 4e de Slovaquie en 2011-2012 - Rosenborg (20.935) 3e de Norvège en 2011 - Jagodina (2.850) 4e de Serbie en 2011-2012 - Elfsborg (10.180) 3e de Suède en 2011 - Kalmar FF (7.180) Finaliste de la coupe de Suède 2011 - Borac BL (3.183) 3e de Bosnie-Herzégovine en 2011-2012 - FK Sarajevo (4.183) 4e de Bosnie-Herzégovine en 2011-2012 - JJK Jyväskylä (1.826) 3e de Finlande en 2011 - KuPS (2.326) Finaliste de la coupe de Finlande 2011 - St. Patrick's (4.975) 4e d'Irlande en 2011 - Bohemians (3.975) 5e d'Irlande en 2011 - Budapest Honvéd (2.950) 4e de Hongrie en 2011-2012 - MTK Budapest (1.950) Finaliste de la coupe de Hongrie 2011-2012 - Dacia Chișinău (3.349) 2e de Moldavie en 2011-2012 - Zimbru Chişinău (1.849) 3e de Moldavie en 2011-2012 - Sūduva Marijampolė (2.875) 3e de Lituanie en 2011 - Šiauliai (1.875) 4e de Lituanie en 2011 - Liepājas Metalurgs (3.174) 2e de Lettonie en 2011 - Daugava Daugavpils (1.424) 3e de Lettonie en 2011 - Metalurgi Rustavi (4.233) 2e de Géorgie en 2011-2012 - Torpedo Koutaïssi (1.733) 3e de Géorgie en 2011-2012 - FK Bakou (3.241) Vainqueur de la coupe d'Azerbaïdjan 2011-2012 - Khazar Lankaran (1.991) 2e d'Azerbaïdjan en 2011-2012 - Inter Bakou (2.491) 3e d'Azerbaïdjan en 2011-2012 - Olimpija Ljubljana (2.674) 2e de Slovénie en 2011-2012 - Mura 05 (1.424) 3e de Slovénie en 2011-2012 - NK Celje (1.424) Finaliste de la coupe de Slovénie 2011-2012 - Renova Džepčište (2.633) Vainqueur de la coupe de Macédoine 2011-2012 - Metalurg Skopje (1.883) 2e de Macédoine en 2011-2012 - Škendija Tetovo (2.133) 3e de Macédoine en 2011-2012 | - Prix du fair play UEFA - Stabæk (4.935) - MyPa (2.826) - FC Twente (57.103) - NK Osijek (3.774) Finaliste de la coupe de Croatie 2011-2012 - Gomel (4.641) 3e de Biélorussie en 2011 - Lech Poznań (22.483) 4e de Pologne en 2011-2012 - Senica (3.974) 4e de Slovaquie en 2011-2012 - Rosenborg (20.935) 3e de Norvège en 2011 - Jagodina (2.850) 4e de Serbie en 2011-2012 - Elfsborg (10.180) 3e de Suède en 2011 - Kalmar FF (7.180) Finaliste de la coupe de Suède 2011 - Borac BL (3.183) 3e de Bosnie-Herzégovine en 2011-2012 - FK Sarajevo (4.183) 4e de Bosnie-Herzégovine en 2011-2012 - JJK Jyväskylä (1.826) 3e de Finlande en 2011 - KuPS (2.326) Finaliste de la coupe de Finlande 2011 - St. Patrick's (4.975) 4e d'Irlande en 2011 - Bohemians (3.975) 5e d'Irlande en 2011 - Budapest Honvéd (2.950) 4e de Hongrie en 2011-2012 - MTK Budapest (1.950) Finaliste de la coupe de Hongrie 2011-2012 - Dacia Chișinău (3.349) 2e de Moldavie en 2011-2012 - Zimbru Chişinău (1.849) 3e de Moldavie en 2011-2012 - Sūduva Marijampolė (2.875) 3e de Lituanie en 2011 - Šiauliai (1.875) 4e de Lituanie en 2011 - Liepājas Metalurgs (3.174) 2e de Lettonie en 2011 - Daugava Daugavpils (1.424) 3e de Lettonie en 2011 - Metalurgi Rustavi (4.233) 2e de Géorgie en 2011-2012 - Torpedo Koutaïssi (1.733) 3e de Géorgie en 2011-2012 - FK Bakou (3.241) Vainqueur de la coupe d'Azerbaïdjan 2011-2012 - Khazar Lankaran (1.991) 2e d'Azerbaïdjan en 2011-2012 - Inter Bakou (2.491) 3e d'Azerbaïdjan en 2011-2012 - Olimpija Ljubljana (2.674) 2e de Slovénie en 2011-2012 - Mura 05 (1.424) 3e de Slovénie en 2011-2012 - NK Celje (1.424) Finaliste de la coupe de Slovénie 2011-2012 - Renova Džepčište (2.633) Vainqueur de la coupe de Macédoine 2011-2012 - Metalurg Skopje (1.883) 2e de Macédoine en 2011-2012 - Škendija Tetovo (2.133) 3e de Macédoine en 2011-2012 | - Prix du fair play UEFA - Stabæk (4.935) - MyPa (2.826) - FC Twente (57.103) - NK Osijek (3.774) Finaliste de la coupe de Croatie 2011-2012 - Gomel (4.641) 3e de Biélorussie en 2011 - Lech Poznań (22.483) 4e de Pologne en 2011-2012 - Senica (3.974) 4e de Slovaquie en 2011-2012 - Rosenborg (20.935) 3e de Norvège en 2011 - Jagodina (2.850) 4e de Serbie en 2011-2012 - Elfsborg (10.180) 3e de Suède en 2011 - Kalmar FF (7.180) Finaliste de la coupe de Suède 2011 - Borac BL (3.183) 3e de Bosnie-Herzégovine en 2011-2012 - FK Sarajevo (4.183) 4e de Bosnie-Herzégovine en 2011-2012 - JJK Jyväskylä (1.826) 3e de Finlande en 2011 - KuPS (2.326) Finaliste de la coupe de Finlande 2011 - St. Patrick's (4.975) 4e d'Irlande en 2011 - Bohemians (3.975) 5e d'Irlande en 2011 - Budapest Honvéd (2.950) 4e de Hongrie en 2011-2012 - MTK Budapest (1.950) Finaliste de la coupe de Hongrie 2011-2012 - Dacia Chișinău (3.349) 2e de Moldavie en 2011-2012 - Zimbru Chişinău (1.849) 3e de Moldavie en 2011-2012 - Sūduva Marijampolė (2.875) 3e de Lituanie en 2011 - Šiauliai (1.875) 4e de Lituanie en 2011 - Liepājas Metalurgs (3.174) 2e de Lettonie en 2011 - Daugava Daugavpils (1.424) 3e de Lettonie en 2011 - Metalurgi Rustavi (4.233) 2e de Géorgie en 2011-2012 - Torpedo Koutaïssi (1.733) 3e de Géorgie en 2011-2012 - FK Bakou (3.241) Vainqueur de la coupe d'Azerbaïdjan 2011-2012 - Khazar Lankaran (1.991) 2e d'Azerbaïdjan en 2011-2012 - Inter Bakou (2.491) 3e d'Azerbaïdjan en 2011-2012 - Olimpija Ljubljana (2.674) 2e de Slovénie en 2011-2012 - Mura 05 (1.424) 3e de Slovénie en 2011-2012 - NK Celje (1.424) Finaliste de la coupe de Slovénie 2011-2012 - Renova Džepčište (2.633) Vainqueur de la coupe de Macédoine 2011-2012 - Metalurg Skopje (1.883) 2e de Macédoine en 2011-2012 - Škendija Tetovo (2.133) 3e de Macédoine en 2011-2012 | - Prix du fair play UEFA - Stabæk (4.935) - MyPa (2.826) - FC Twente (57.103) - NK Osijek (3.774) Finaliste de la coupe de Croatie 2011-2012 - Gomel (4.641) 3e de Biélorussie en 2011 - Lech Poznań (22.483) 4e de Pologne en 2011-2012 - Senica (3.974) 4e de Slovaquie en 2011-2012 - Rosenborg (20.935) 3e de Norvège en 2011 - Jagodina (2.850) 4e de Serbie en 2011-2012 - Elfsborg (10.180) 3e de Suède en 2011 - Kalmar FF (7.180) Finaliste de la coupe de Suède 2011 - Borac BL (3.183) 3e de Bosnie-Herzégovine en 2011-2012 - FK Sarajevo (4.183) 4e de Bosnie-Herzégovine en 2011-2012 - JJK Jyväskylä (1.826) 3e de Finlande en 2011 - KuPS (2.326) Finaliste de la coupe de Finlande 2011 - St. Patrick's (4.975) 4e d'Irlande en 2011 - Bohemians (3.975) 5e d'Irlande en 2011 - Budapest Honvéd (2.950) 4e de Hongrie en 2011-2012 - MTK Budapest (1.950) Finaliste de la coupe de Hongrie 2011-2012 - Dacia Chișinău (3.349) 2e de Moldavie en 2011-2012 - Zimbru Chişinău (1.849) 3e de Moldavie en 2011-2012 - Sūduva Marijampolė (2.875) 3e de Lituanie en 2011 - Šiauliai (1.875) 4e de Lituanie en 2011 - Liepājas Metalurgs (3.174) 2e de Lettonie en 2011 - Daugava Daugavpils (1.424) 3e de Lettonie en 2011 - Metalurgi Rustavi (4.233) 2e de Géorgie en 2011-2012 - Torpedo Koutaïssi (1.733) 3e de Géorgie en 2011-2012 - FK Bakou (3.241) Vainqueur de la coupe d'Azerbaïdjan 2011-2012 - Khazar Lankaran (1.991) 2e d'Azerbaïdjan en 2011-2012 - Inter Bakou (2.491) 3e d'Azerbaïdjan en 2011-2012 - Olimpija Ljubljana (2.674) 2e de Slovénie en 2011-2012 - Mura 05 (1.424) 3e de Slovénie en 2011-2012 - NK Celje (1.424) Finaliste de la coupe de Slovénie 2011-2012 - Renova Džepčište (2.633) Vainqueur de la coupe de Macédoine 2011-2012 - Metalurg Skopje (1.883) 2e de Macédoine en 2011-2012 - Škendija Tetovo (2.133) 3e de Macédoine en 2011-2012 | - Prix du fair play UEFA - Stabæk (4.935) - MyPa (2.826) - FC Twente (57.103) - NK Osijek (3.774) Finaliste de la coupe de Croatie 2011-2012 - Gomel (4.641) 3e de Biélorussie en 2011 - Lech Poznań (22.483) 4e de Pologne en 2011-2012 - Senica (3.974) 4e de Slovaquie en 2011-2012 - Rosenborg (20.935) 3e de Norvège en 2011 - Jagodina (2.850) 4e de Serbie en 2011-2012 - Elfsborg (10.180) 3e de Suède en 2011 - Kalmar FF (7.180) Finaliste de la coupe de Suède 2011 - Borac BL (3.183) 3e de Bosnie-Herzégovine en 2011-2012 - FK Sarajevo (4.183) 4e de Bosnie-Herzégovine en 2011-2012 - JJK Jyväskylä (1.826) 3e de Finlande en 2011 - KuPS (2.326) Finaliste de la coupe de Finlande 2011 - St. Patrick's (4.975) 4e d'Irlande en 2011 - Bohemians (3.975) 5e d'Irlande en 2011 - Budapest Honvéd (2.950) 4e de Hongrie en 2011-2012 - MTK Budapest (1.950) Finaliste de la coupe de Hongrie 2011-2012 - Dacia Chișinău (3.349) 2e de Moldavie en 2011-2012 - Zimbru Chişinău (1.849) 3e de Moldavie en 2011-2012 - Sūduva Marijampolė (2.875) 3e de Lituanie en 2011 - Šiauliai (1.875) 4e de Lituanie en 2011 - Liepājas Metalurgs (3.174) 2e de Lettonie en 2011 - Daugava Daugavpils (1.424) 3e de Lettonie en 2011 - Metalurgi Rustavi (4.233) 2e de Géorgie en 2011-2012 - Torpedo Koutaïssi (1.733) 3e de Géorgie en 2011-2012 - FK Bakou (3.241) Vainqueur de la coupe d'Azerbaïdjan 2011-2012 - Khazar Lankaran (1.991) 2e d'Azerbaïdjan en 2011-2012 - Inter Bakou (2.491) 3e d'Azerbaïdjan en 2011-2012 - Olimpija Ljubljana (2.674) 2e de Slovénie en 2011-2012 - Mura 05 (1.424) 3e de Slovénie en 2011-2012 - NK Celje (1.424) Finaliste de la coupe de Slovénie 2011-2012 - Renova Džepčište (2.633) Vainqueur de la coupe de Macédoine 2011-2012 - Metalurg Skopje (1.883) 2e de Macédoine en 2011-2012 - Škendija Tetovo (2.133) 3e de Macédoine en 2011-2012 | - Hafnarfjörður (3.566) 2e d'Islande en 2011 - Vestmannaeyjar (1.316) 3e d'Islande en 2011 - Thór Akureyri (1.066) Finaliste de la coupe d'Islande 2011 - Ordabasy Chymkent (1.066) Vainqueur de la coupe du Kazakhstan 2011 - Zhetysu Taldykourgan (1.066) 2e de Kazakhstan en 2011 - Aktobe (5.066) 3e du Kazakhstan en 2011 - USV Eschen/Mauren (0.800) Vainqueur de la coupe du Liechtenstein 2011-2012 - Čelik Nikšić (0.875) Vainqueur de la coupe du Monténégro 2011-2012 - Rudar Pljevlja (2.375) 2e du championnat du Monténégro 2011-2012 - Zeta Golubovci (1.375) 3e du championnat du Monténégro 2011-2012 - KF Tirana (2.783) Vainqueur de la coupe d'Albanie 2011-2012 - Teuta Durrës (0.783) 2e d'Albanie en 2011-2012 - Flamurtari Vlorë (1.783) 4e d'Albanie en 2011-2012 - Levadia Tallinn (3.533) Vainqueur de la coupe d'Estonie 2011-2012 - Nõmme Kalju (1.033) 2e d'Estonie en 2011 - Narva Trans (1.283) 3e d'Estonie en 2011 - Bangor City (3.049) 2e du Pays de Galles en 2011 - Llanelli (1.549) Vainqueur des playoffs du pays de Galles en 2011-2012 - Cefn Druids (0.549) Finaliste de la coupe du pays de Galles 2011-2012 - Shirak (0.441) Vainqueur de la coupe d'Arménie 2011-2012 - Gandzasar Kapan (0.941) 2e d'Arménie en 2011 - Pyunik Erevan (3.441) 3e d'Arménie en 2011 - Hibernians (1.116) 2e de Malte en 2011-2012 - Birkirkara (2.116) 3e de Malte en 2011-2012 - Floriana (1.116) 4e de Malte en 2011-2012 - Portadown (1.016) 2e d'Irlande du Nord en 2011-2012 - Cliftonville (1.766) 3e d'Irlande du Nord en 2011-2012 - Crusaders (1.516) Finaliste de la coupe d'Irlande du Nord 2011-2012 - EB/Streymur (2.033) Vainqueur de la coupe des Îles Féroé 2011 - Víkingur Gøta (0.783) 3e des Îles Féroé en 2011 - NSÍ Runavík (1.033) 4e des Îles Féroé en 2011 - Jeunesse d'Esch (1.466) 2e de Luxembourg en 2011-2012 - Grevenmacher (0.966) 3e de Luxembourg en 2011-2012 - Differdange 03 (2.966) 4e de Luxembourg en 2011-2012 - FC Santa Coloma (1.700) 2e d'Andorre en 2011-2012 - UE Santa Coloma (0.700) 3e d'Andorre en 2011-2012 - SP La Fiorita (0.183) Vainqueur de la coupe de Saint-Marin 2011-2012 - AC Libertas (0.183) 2e de Saint-Marin en 2011-2012 | - Hafnarfjörður (3.566) 2e d'Islande en 2011 - Vestmannaeyjar (1.316) 3e d'Islande en 2011 - Thór Akureyri (1.066) Finaliste de la coupe d'Islande 2011 - Ordabasy Chymkent (1.066) Vainqueur de la coupe du Kazakhstan 2011 - Zhetysu Taldykourgan (1.066) 2e de Kazakhstan en 2011 - Aktobe (5.066) 3e du Kazakhstan en 2011 - USV Eschen/Mauren (0.800) Vainqueur de la coupe du Liechtenstein 2011-2012 - Čelik Nikšić (0.875) Vainqueur de la coupe du Monténégro 2011-2012 - Rudar Pljevlja (2.375) 2e du championnat du Monténégro 2011-2012 - Zeta Golubovci (1.375) 3e du championnat du Monténégro 2011-2012 - KF Tirana (2.783) Vainqueur de la coupe d'Albanie 2011-2012 - Teuta Durrës (0.783) 2e d'Albanie en 2011-2012 - Flamurtari Vlorë (1.783) 4e d'Albanie en 2011-2012 - Levadia Tallinn (3.533) Vainqueur de la coupe d'Estonie 2011-2012 - Nõmme Kalju (1.033) 2e d'Estonie en 2011 - Narva Trans (1.283) 3e d'Estonie en 2011 - Bangor City (3.049) 2e du Pays de Galles en 2011 - Llanelli (1.549) Vainqueur des playoffs du pays de Galles en 2011-2012 - Cefn Druids (0.549) Finaliste de la coupe du pays de Galles 2011-2012 - Shirak (0.441) Vainqueur de la coupe d'Arménie 2011-2012 - Gandzasar Kapan (0.941) 2e d'Arménie en 2011 - Pyunik Erevan (3.441) 3e d'Arménie en 2011 - Hibernians (1.116) 2e de Malte en 2011-2012 - Birkirkara (2.116) 3e de Malte en 2011-2012 - Floriana (1.116) 4e de Malte en 2011-2012 - Portadown (1.016) 2e d'Irlande du Nord en 2011-2012 - Cliftonville (1.766) 3e d'Irlande du Nord en 2011-2012 - Crusaders (1.516) Finaliste de la coupe d'Irlande du Nord 2011-2012 - EB/Streymur (2.033) Vainqueur de la coupe des Îles Féroé 2011 - Víkingur Gøta (0.783) 3e des Îles Féroé en 2011 - NSÍ Runavík (1.033) 4e des Îles Féroé en 2011 - Jeunesse d'Esch (1.466) 2e de Luxembourg en 2011-2012 - Grevenmacher (0.966) 3e de Luxembourg en 2011-2012 - Differdange 03 (2.966) 4e de Luxembourg en 2011-2012 - FC Santa Coloma (1.700) 2e d'Andorre en 2011-2012 - UE Santa Coloma (0.700) 3e d'Andorre en 2011-2012 - SP La Fiorita (0.183) Vainqueur de la coupe de Saint-Marin 2011-2012 - AC Libertas (0.183) 2e de Saint-Marin en 2011-2012 | - Hafnarfjörður (3.566) 2e d'Islande en 2011 - Vestmannaeyjar (1.316) 3e d'Islande en 2011 - Thór Akureyri (1.066) Finaliste de la coupe d'Islande 2011 - Ordabasy Chymkent (1.066) Vainqueur de la coupe du Kazakhstan 2011 - Zhetysu Taldykourgan (1.066) 2e de Kazakhstan en 2011 - Aktobe (5.066) 3e du Kazakhstan en 2011 - USV Eschen/Mauren (0.800) Vainqueur de la coupe du Liechtenstein 2011-2012 - Čelik Nikšić (0.875) Vainqueur de la coupe du Monténégro 2011-2012 - Rudar Pljevlja (2.375) 2e du championnat du Monténégro 2011-2012 - Zeta Golubovci (1.375) 3e du championnat du Monténégro 2011-2012 - KF Tirana (2.783) Vainqueur de la coupe d'Albanie 2011-2012 - Teuta Durrës (0.783) 2e d'Albanie en 2011-2012 - Flamurtari Vlorë (1.783) 4e d'Albanie en 2011-2012 - Levadia Tallinn (3.533) Vainqueur de la coupe d'Estonie 2011-2012 - Nõmme Kalju (1.033) 2e d'Estonie en 2011 - Narva Trans (1.283) 3e d'Estonie en 2011 - Bangor City (3.049) 2e du Pays de Galles en 2011 - Llanelli (1.549) Vainqueur des playoffs du pays de Galles en 2011-2012 - Cefn Druids (0.549) Finaliste de la coupe du pays de Galles 2011-2012 - Shirak (0.441) Vainqueur de la coupe d'Arménie 2011-2012 - Gandzasar Kapan (0.941) 2e d'Arménie en 2011 - Pyunik Erevan (3.441) 3e d'Arménie en 2011 - Hibernians (1.116) 2e de Malte en 2011-2012 - Birkirkara (2.116) 3e de Malte en 2011-2012 - Floriana (1.116) 4e de Malte en 2011-2012 - Portadown (1.016) 2e d'Irlande du Nord en 2011-2012 - Cliftonville (1.766) 3e d'Irlande du Nord en 2011-2012 - Crusaders (1.516) Finaliste de la coupe d'Irlande du Nord 2011-2012 - EB/Streymur (2.033) Vainqueur de la coupe des Îles Féroé 2011 - Víkingur Gøta (0.783) 3e des Îles Féroé en 2011 - NSÍ Runavík (1.033) 4e des Îles Féroé en 2011 - Jeunesse d'Esch (1.466) 2e de Luxembourg en 2011-2012 - Grevenmacher (0.966) 3e de Luxembourg en 2011-2012 - Differdange 03 (2.966) 4e de Luxembourg en 2011-2012 - FC Santa Coloma (1.700) 2e d'Andorre en 2011-2012 - UE Santa Coloma (0.700) 3e d'Andorre en 2011-2012 - SP La Fiorita (0.183) Vainqueur de la coupe de Saint-Marin 2011-2012 - AC Libertas (0.183) 2e de Saint-Marin en 2011-2012 | - Hafnarfjörður (3.566) 2e d'Islande en 2011 - Vestmannaeyjar (1.316) 3e d'Islande en 2011 - Thór Akureyri (1.066) Finaliste de la coupe d'Islande 2011 - Ordabasy Chymkent (1.066) Vainqueur de la coupe du Kazakhstan 2011 - Zhetysu Taldykourgan (1.066) 2e de Kazakhstan en 2011 - Aktobe (5.066) 3e du Kazakhstan en 2011 - USV Eschen/Mauren (0.800) Vainqueur de la coupe du Liechtenstein 2011-2012 - Čelik Nikšić (0.875) Vainqueur de la coupe du Monténégro 2011-2012 - Rudar Pljevlja (2.375) 2e du championnat du Monténégro 2011-2012 - Zeta Golubovci (1.375) 3e du championnat du Monténégro 2011-2012 - KF Tirana (2.783) Vainqueur de la coupe d'Albanie 2011-2012 - Teuta Durrës (0.783) 2e d'Albanie en 2011-2012 - Flamurtari Vlorë (1.783) 4e d'Albanie en 2011-2012 - Levadia Tallinn (3.533) Vainqueur de la coupe d'Estonie 2011-2012 - Nõmme Kalju (1.033) 2e d'Estonie en 2011 - Narva Trans (1.283) 3e d'Estonie en 2011 - Bangor City (3.049) 2e du Pays de Galles en 2011 - Llanelli (1.549) Vainqueur des playoffs du pays de Galles en 2011-2012 - Cefn Druids (0.549) Finaliste de la coupe du pays de Galles 2011-2012 - Shirak (0.441) Vainqueur de la coupe d'Arménie 2011-2012 - Gandzasar Kapan (0.941) 2e d'Arménie en 2011 - Pyunik Erevan (3.441) 3e d'Arménie en 2011 - Hibernians (1.116) 2e de Malte en 2011-2012 - Birkirkara (2.116) 3e de Malte en 2011-2012 - Floriana (1.116) 4e de Malte en 2011-2012 - Portadown (1.016) 2e d'Irlande du Nord en 2011-2012 - Cliftonville (1.766) 3e d'Irlande du Nord en 2011-2012 - Crusaders (1.516) Finaliste de la coupe d'Irlande du Nord 2011-2012 - EB/Streymur (2.033) Vainqueur de la coupe des Îles Féroé 2011 - Víkingur Gøta (0.783) 3e des Îles Féroé en 2011 - NSÍ Runavík (1.033) 4e des Îles Féroé en 2011 - Jeunesse d'Esch (1.466) 2e de Luxembourg en 2011-2012 - Grevenmacher (0.966) 3e de Luxembourg en 2011-2012 - Differdange 03 (2.966) 4e de Luxembourg en 2011-2012 - FC Santa Coloma (1.700) 2e d'Andorre en 2011-2012 - UE Santa Coloma (0.700) 3e d'Andorre en 2011-2012 - SP La Fiorita (0.183) Vainqueur de la coupe de Saint-Marin 2011-2012 - AC Libertas (0.183) 2e de Saint-Marin en 2011-2012 | - Hafnarfjörður (3.566) 2e d'Islande en 2011 - Vestmannaeyjar (1.316) 3e d'Islande en 2011 - Thór Akureyri (1.066) Finaliste de la coupe d'Islande 2011 - Ordabasy Chymkent (1.066) Vainqueur de la coupe du Kazakhstan 2011 - Zhetysu Taldykourgan (1.066) 2e de Kazakhstan en 2011 - Aktobe (5.066) 3e du Kazakhstan en 2011 - USV Eschen/Mauren (0.800) Vainqueur de la coupe du Liechtenstein 2011-2012 - Čelik Nikšić (0.875) Vainqueur de la coupe du Monténégro 2011-2012 - Rudar Pljevlja (2.375) 2e du championnat du Monténégro 2011-2012 - Zeta Golubovci (1.375) 3e du championnat du Monténégro 2011-2012 - KF Tirana (2.783) Vainqueur de la coupe d'Albanie 2011-2012 - Teuta Durrës (0.783) 2e d'Albanie en 2011-2012 - Flamurtari Vlorë (1.783) 4e d'Albanie en 2011-2012 - Levadia Tallinn (3.533) Vainqueur de la coupe d'Estonie 2011-2012 - Nõmme Kalju (1.033) 2e d'Estonie en 2011 - Narva Trans (1.283) 3e d'Estonie en 2011 - Bangor City (3.049) 2e du Pays de Galles en 2011 - Llanelli (1.549) Vainqueur des playoffs du pays de Galles en 2011-2012 - Cefn Druids (0.549) Finaliste de la coupe du pays de Galles 2011-2012 - Shirak (0.441) Vainqueur de la coupe d'Arménie 2011-2012 - Gandzasar Kapan (0.941) 2e d'Arménie en 2011 - Pyunik Erevan (3.441) 3e d'Arménie en 2011 - Hibernians (1.116) 2e de Malte en 2011-2012 - Birkirkara (2.116) 3e de Malte en 2011-2012 - Floriana (1.116) 4e de Malte en 2011-2012 - Portadown (1.016) 2e d'Irlande du Nord en 2011-2012 - Cliftonville (1.766) 3e d'Irlande du Nord en 2011-2012 - Crusaders (1.516) Finaliste de la coupe d'Irlande du Nord 2011-2012 - EB/Streymur (2.033) Vainqueur de la coupe des Îles Féroé 2011 - Víkingur Gøta (0.783) 3e des Îles Féroé en 2011 - NSÍ Runavík (1.033) 4e des Îles Féroé en 2011 - Jeunesse d'Esch (1.466) 2e de Luxembourg en 2011-2012 - Grevenmacher (0.966) 3e de Luxembourg en 2011-2012 - Differdange 03 (2.966) 4e de Luxembourg en 2011-2012 - FC Santa Coloma (1.700) 2e d'Andorre en 2011-2012 - UE Santa Coloma (0.700) 3e d'Andorre en 2011-2012 - SP La Fiorita (0.183) Vainqueur de la coupe de Saint-Marin 2011-2012 - AC Libertas (0.183) 2e de Saint-Marin en 2011-2012 | - Hafnarfjörður (3.566) 2e d'Islande en 2011 - Vestmannaeyjar (1.316) 3e d'Islande en 2011 - Thór Akureyri (1.066) Finaliste de la coupe d'Islande 2011 - Ordabasy Chymkent (1.066) Vainqueur de la coupe du Kazakhstan 2011 - Zhetysu Taldykourgan (1.066) 2e de Kazakhstan en 2011 - Aktobe (5.066) 3e du Kazakhstan en 2011 - USV Eschen/Mauren (0.800) Vainqueur de la coupe du Liechtenstein 2011-2012 - Čelik Nikšić (0.875) Vainqueur de la coupe du Monténégro 2011-2012 - Rudar Pljevlja (2.375) 2e du championnat du Monténégro 2011-2012 - Zeta Golubovci (1.375) 3e du championnat du Monténégro 2011-2012 - KF Tirana (2.783) Vainqueur de la coupe d'Albanie 2011-2012 - Teuta Durrës (0.783) 2e d'Albanie en 2011-2012 - Flamurtari Vlorë (1.783) 4e d'Albanie en 2011-2012 - Levadia Tallinn (3.533) Vainqueur de la coupe d'Estonie 2011-2012 - Nõmme Kalju (1.033) 2e d'Estonie en 2011 - Narva Trans (1.283) 3e d'Estonie en 2011 - Bangor City (3.049) 2e du Pays de Galles en 2011 - Llanelli (1.549) Vainqueur des playoffs du pays de Galles en 2011-2012 - Cefn Druids (0.549) Finaliste de la coupe du pays de Galles 2011-2012 - Shirak (0.441) Vainqueur de la coupe d'Arménie 2011-2012 - Gandzasar Kapan (0.941) 2e d'Arménie en 2011 - Pyunik Erevan (3.441) 3e d'Arménie en 2011 - Hibernians (1.116) 2e de Malte en 2011-2012 - Birkirkara (2.116) 3e de Malte en 2011-2012 - Floriana (1.116) 4e de Malte en 2011-2012 - Portadown (1.016) 2e d'Irlande du Nord en 2011-2012 - Cliftonville (1.766) 3e d'Irlande du Nord en 2011-2012 - Crusaders (1.516) Finaliste de la coupe d'Irlande du Nord 2011-2012 - EB/Streymur (2.033) Vainqueur de la coupe des Îles Féroé 2011 - Víkingur Gøta (0.783) 3e des Îles Féroé en 2011 - NSÍ Runavík (1.033) 4e des Îles Féroé en 2011 - Jeunesse d'Esch (1.466) 2e de Luxembourg en 2011-2012 - Grevenmacher (0.966) 3e de Luxembourg en 2011-2012 - Differdange 03 (2.966) 4e de Luxembourg en 2011-2012 - FC Santa Coloma (1.700) 2e d'Andorre en 2011-2012 - UE Santa Coloma (0.700) 3e d'Andorre en 2011-2012 - SP La Fiorita (0.183) Vainqueur de la coupe de Saint-Marin 2011-2012 - AC Libertas (0.183) 2e de Saint-Marin en 2011-2012 | - Hafnarfjörður (3.566) 2e d'Islande en 2011 - Vestmannaeyjar (1.316) 3e d'Islande en 2011 - Thór Akureyri (1.066) Finaliste de la coupe d'Islande 2011 - Ordabasy Chymkent (1.066) Vainqueur de la coupe du Kazakhstan 2011 - Zhetysu Taldykourgan (1.066) 2e de Kazakhstan en 2011 - Aktobe (5.066) 3e du Kazakhstan en 2011 - USV Eschen/Mauren (0.800) Vainqueur de la coupe du Liechtenstein 2011-2012 - Čelik Nikšić (0.875) Vainqueur de la coupe du Monténégro 2011-2012 - Rudar Pljevlja (2.375) 2e du championnat du Monténégro 2011-2012 - Zeta Golubovci (1.375) 3e du championnat du Monténégro 2011-2012 - KF Tirana (2.783) Vainqueur de la coupe d'Albanie 2011-2012 - Teuta Durrës (0.783) 2e d'Albanie en 2011-2012 - Flamurtari Vlorë (1.783) 4e d'Albanie en 2011-2012 - Levadia Tallinn (3.533) Vainqueur de la coupe d'Estonie 2011-2012 - Nõmme Kalju (1.033) 2e d'Estonie en 2011 - Narva Trans (1.283) 3e d'Estonie en 2011 - Bangor City (3.049) 2e du Pays de Galles en 2011 - Llanelli (1.549) Vainqueur des playoffs du pays de Galles en 2011-2012 - Cefn Druids (0.549) Finaliste de la coupe du pays de Galles 2011-2012 - Shirak (0.441) Vainqueur de la coupe d'Arménie 2011-2012 - Gandzasar Kapan (0.941) 2e d'Arménie en 2011 - Pyunik Erevan (3.441) 3e d'Arménie en 2011 - Hibernians (1.116) 2e de Malte en 2011-2012 - Birkirkara (2.116) 3e de Malte en 2011-2012 - Floriana (1.116) 4e de Malte en 2011-2012 - Portadown (1.016) 2e d'Irlande du Nord en 2011-2012 - Cliftonville (1.766) 3e d'Irlande du Nord en 2011-2012 - Crusaders (1.516) Finaliste de la coupe d'Irlande du Nord 2011-2012 - EB/Streymur (2.033) Vainqueur de la coupe des Îles Féroé 2011 - Víkingur Gøta (0.783) 3e des Îles Féroé en 2011 - NSÍ Runavík (1.033) 4e des Îles Féroé en 2011 - Jeunesse d'Esch (1.466) 2e de Luxembourg en 2011-2012 - Grevenmacher (0.966) 3e de Luxembourg en 2011-2012 - Differdange 03 (2.966) 4e de Luxembourg en 2011-2012 - FC Santa Coloma (1.700) 2e d'Andorre en 2011-2012 - UE Santa Coloma (0.700) 3e d'Andorre en 2011-2012 - SP La Fiorita (0.183) Vainqueur de la coupe de Saint-Marin 2011-2012 - AC Libertas (0.183) 2e de Saint-Marin en 2011-2012 | - Hafnarfjörður (3.566) 2e d'Islande en 2011 - Vestmannaeyjar (1.316) 3e d'Islande en 2011 - Thór Akureyri (1.066) Finaliste de la coupe d'Islande 2011 - Ordabasy Chymkent (1.066) Vainqueur de la coupe du Kazakhstan 2011 - Zhetysu Taldykourgan (1.066) 2e de Kazakhstan en 2011 - Aktobe (5.066) 3e du Kazakhstan en 2011 - USV Eschen/Mauren (0.800) Vainqueur de la coupe du Liechtenstein 2011-2012 - Čelik Nikšić (0.875) Vainqueur de la coupe du Monténégro 2011-2012 - Rudar Pljevlja (2.375) 2e du championnat du Monténégro 2011-2012 - Zeta Golubovci (1.375) 3e du championnat du Monténégro 2011-2012 - KF Tirana (2.783) Vainqueur de la coupe d'Albanie 2011-2012 - Teuta Durrës (0.783) 2e d'Albanie en 2011-2012 - Flamurtari Vlorë (1.783) 4e d'Albanie en 2011-2012 - Levadia Tallinn (3.533) Vainqueur de la coupe d'Estonie 2011-2012 - Nõmme Kalju (1.033) 2e d'Estonie en 2011 - Narva Trans (1.283) 3e d'Estonie en 2011 - Bangor City (3.049) 2e du Pays de Galles en 2011 - Llanelli (1.549) Vainqueur des playoffs du pays de Galles en 2011-2012 - Cefn Druids (0.549) Finaliste de la coupe du pays de Galles 2011-2012 - Shirak (0.441) Vainqueur de la coupe d'Arménie 2011-2012 - Gandzasar Kapan (0.941) 2e d'Arménie en 2011 - Pyunik Erevan (3.441) 3e d'Arménie en 2011 - Hibernians (1.116) 2e de Malte en 2011-2012 - Birkirkara (2.116) 3e de Malte en 2011-2012 - Floriana (1.116) 4e de Malte en 2011-2012 - Portadown (1.016) 2e d'Irlande du Nord en 2011-2012 - Cliftonville (1.766) 3e d'Irlande du Nord en 2011-2012 - Crusaders (1.516) Finaliste de la coupe d'Irlande du Nord 2011-2012 - EB/Streymur (2.033) Vainqueur de la coupe des Îles Féroé 2011 - Víkingur Gøta (0.783) 3e des Îles Féroé en 2011 - NSÍ Runavík (1.033) 4e des Îles Féroé en 2011 - Jeunesse d'Esch (1.466) 2e de Luxembourg en 2011-2012 - Grevenmacher (0.966) 3e de Luxembourg en 2011-2012 - Differdange 03 (2.966) 4e de Luxembourg en 2011-2012 - FC Santa Coloma (1.700) 2e d'Andorre en 2011-2012 - UE Santa Coloma (0.700) 3e d'Andorre en 2011-2012 - SP La Fiorita (0.183) Vainqueur de la coupe de Saint-Marin 2011-2012 - AC Libertas (0.183) 2e de Saint-Marin en 2011-2012 |

## Calendrier
| Nom                                                                       | Tirage au sort  | Date aller                        | Date retour                       | Équipes participantes  |
| ------------------------------------------------------------------------- | --------------- | --------------------------------- | --------------------------------- | ---------------------- |
| Tours de qualification (2012)                                             |                 |                                   |                                   |                        |
| Premier tour de qualification                                             | 25 juin         | 5 juillet                         | 12 juillet                        | 74                     |
| Deuxième tour de qualification                                            | 25 juin         | 19 juillet                        | 26 juillet                        | 80 (43 + 37)           |
| Troisième tour de qualification                                           | 20 juillet      | 2 août                            | 9 août                            | 58 (18 + 40)           |
| Tour de barrages                                                          | 10 août         | 23 août                           | 30 août                           | 62 (19 + 29 + 14*)     |
| Phase de groupes (2012)                                                   |                 |                                   |                                   |                        |
| Journées 1 et 5 Journées 2 et 6 Journées 3 et 4                           | 31 août         | 20 septembre 4 octobre 25 octobre | 22 novembre 6 décembre 8 novembre | 48 (TT + 6 + 31 + 10*) |
| Phase finale (2013)                                                       |                 |                                   |                                   |                        |
| Seizièmes de finale                                                       | 20 décembre     | 14 février                        | 21 février                        | 32 (24 + 8*)           |
| Huitièmes de finale                                                       | 20 décembre     | 7 mars                            | 14 mars                           | 16                     |
| Quarts de finale                                                          | 15 mars         | 4 avril                           | 11 avril                          | 8                      |
| Demi-finale                                                               | 12 avril        | 25 avril                          | 2 mai                             | 4                      |
| Finale                                                                    | mercredi 15 mai | mercredi 15 mai                   | mercredi 15 mai                   | 2                      |
| * club repêché provenant de la Ligue des Champions ; TT : tenant du titre |                 |                                   |                                   |                        |

## Tours de qualification
Lors des tours de qualification et des barrages, les équipes sont divisées en équipes de têtes de série et non têtes de série en fonction de leur coefficient UEFA à la fin de la saison 2011-2012. Les équipes marquées d'un astérisque sont têtes de série lors du tirage.

### Premier tour de qualification
74 clubs participent à ce premier tour de qualification. Le tirage au sort des rencontres a eu lieu le 25 juin 2012.
| Équipe              | Aller | Total  | Retour  | Équipe               |
| ------------------- | ----- | ------ | ------- | -------------------- |
| Narva Trans         | 0 - 5 | 0 - 7  | 0 - 2   | Inter Bakou*         |
| MTK Budapest        | 1 - 1 | 2 - 3  | 1 - 2   | Senica*              |
| KF Tirana*          | 2 - 0 | 2 - 0  | 0 - 0   | Grevenmacher         |
| Torpedo Koutaïssi   | 1 - 1 | 1 - 2  | 0 - 1   | Aktobe*              |
| Borac BL*           | 2 - 2 | 3 - 3E | 1 - 1   | Čelik Nikšić         |
| FK Bakou*           | 0 - 0 | 0 - 2  | 0 - 2   | Mura 05              |
| Elfsborg*           | 8 - 0 | 12 - 0 | 4 - 0   | Floriana             |
| Renova Džepčište*   | 4 - 0 | 8 - 0  | 4 - 0   | AC Libertas          |
| FC Santa Coloma     | 0 - 1 | 1 - 4  | 1 - 3   | NK Osijek*           |
| Jagodina*           | 0 - 1 | 0 - 1  | 0 - 0   | Ordabasy Chymkent    |
| Differdange 03*     | 3 - 0 | 6 - 0  | 3 - 0   | NSÍ Runavík          |
| Crusaders           | 0 - 3 | 0 - 4  | 0 - 1   | Rosenborg*           |
| Cefn Druids         | 0 - 0 | 0 - 5  | 0 - 5   | MyPa*                |
| Levadia Tallinn*    | 1 - 0 | E2 - 2 | 1 - 2   | Šiauliai             |
| Bohemians*          | 0 - 0 | 1 - 5  | 1 - 5   | Thór Akureyri        |
| FK Sarajevo*        | 5 - 2 | 9 - 6  | 4 - 4   | Hibernians           |
| FC Twente*          | 6 - 0 | 9 - 0  | 3 - 0   | UE Santa Coloma      |
| Rudar Pljevlja*     | 0 - 1 | 1 - 2  | 1 - 1   | Shirak               |
| Flamurtari Vlorë    | 0 - 1 | 0 - 3  | 0 - 2   | Budapest Honvéd*     |
| Dacia Chișinău*     | 1 - 0 | 2 - 0  | 1 - 0   | NK Celje             |
| Sūduva Marijampolė* | 0 - 1 | E3 - 3 | 3 - 2   | Daugava Daugavpils   |
| KuPS*               | 2 - 1 | 3 - 2  | 1 - 1   | Llanelli             |
| Cliftonville        | 1 - 0 | 1 - 4  | 0 - 4   | Kalmar FF*           |
| Víkingur Gøta       | 0 - 6 | 0 - 10 | 0 - 4   | Gomel*               |
| Hafnarfjörður*      | 2 - 1 | 3 - 1  | 1 - 0   | USV Eschen/Mauren    |
| Lech Poznań*        | 2 - 0 | 3 - 1  | 1 - 1   | Zhetysu Taldykourgan |
| Khazar Lankaran*    | 2 - 2 | 4 - 2  | 2 - 0   | Nõmme Kalju          |
| Birkirkara*         | 2 - 2 | 2 - 2E | 0 - 0   | Metalurg Skopje      |
| Pyunik Erevan*      | 0 - 3 | 2 - 4  | 2 - 1   | Zeta Golubovci       |
| Teuta Durrës        | 0 - 3 | 1 - 9  | 1 - 6   | Metalurgi Rustavi*   |
| Olimpija Ljubljana* | 3 - 0 | 6 - 0  | 3 - 0   | Jeunesse d'Esch      |
| EB/Streymur*        | 3 - 1 | 3 - 3E | 0 - 2   | Gandzasar Kapan      |
| St. Patrick's*      | 1 - 0 | E2 - 2 | 1 - 2ap | Vestmannaeyjar       |
| SP La Fiorita       | 0 - 2 | 0 - 6  | 0 - 4   | Liepājas Metalurgs*  |
| JJK Jyväskylä       | 2 - 0 | 4 - 3  | 2 - 3   | Stabæk*              |
| Bangor City*        | 0 - 0 | 1 - 2  | 1 - 2   | Zimbru Chişinău      |
| Škendija Tetovo*    | 0 - 0 | 1 - 2  | 1 - 2   | Portadown            |

### Deuxième tour de qualification
| Équipe               | Aller | Total          | Retour  | Équipe                    |
| -------------------- | ----- | -------------- | ------- | ------------------------- |
| Khazar Lankaran      | 1 - 1 | 1 - 2          | 0 - 1   | Lech Poznań*              |
| Eskişehirspor*       | 2 - 0 | 3 - 1          | 1 - 1   | Saint Johnstone           |
| Hajduk Split*        | 2 - 0 | 2 - 1          | 0 - 1   | Skonto Riga               |
| AIK Solna*           | 1 - 1 | 2 - 1          | 1 - 0   | Hafnarfjörður             |
| Renova Džepčište     | 0 - 2 | 1 - 2          | 1 - 0   | Gomel*                    |
| Naftan Novopolotsk   | 3 - 4 | 6 - 7          | 3 - 3   | Étoile rouge de Belgrade* |
| Vojvodina Novi Sad*  | 1 - 1 | 5 - 1          | 4 - 0   | Sūduva Marijampolė        |
| JJK Jyväskylä*       | 3 - 2 | 3 - 3E         | 0 - 1   | Zeta Golubovci            |
| Young Boys de Berne* | 1 - 0 | 1 - 1 4 - 1tab | 0 - 1   | Zimbru Chişinău           |
| Lokomotiv Plovdiv    | 4 - 4 | 5 - 7          | 1 - 3   | Vitesse Arnhem*           |
| KF Tirana            | 1 - 1 | 1 - 6          | 0 - 5   | Aalesunds*                |
| Metalurg Donetsk*    | 7 - 0 | 11 - 2         | 4 - 2   | Čelik Nikšić              |
| Maccabi Netanya*     | 1 - 2 | 2 - 2E         | 1 - 0   | KuPS                      |
| Mladá Boleslav*      | 3 - 0 | 4 - 0          | 1 - 0   | Thór Akureyri             |
| Levadia Tallinn      | 1 - 3 | 1 - 6          | 0 - 3   | Anorthosis Famagouste*    |
| Milsami              | 4 - 2 | 4 - 5          | 0 - 3   | Aktobe*                   |
| Slaven Belupo*       | 6 - 0 | 10 - 2         | 4 - 2   | Portadown                 |
| Servette*            | 2 - 0 | 5 - 1          | 3 - 1   | Gandzasar Kapan           |
| FC Twente*           | 1 - 1 | 6 - 1          | 5 - 0   | Inter Turku               |
| Žalgiris Vilnius     | 1 - 1 | 2 - 6          | 1 - 5   | Admira Wacker*            |
| NK Osijek            | 1 - 3 | 1 - 6          | 0 - 3   | Kalmar FF*                |
| Slovan Bratislava*   | 1 - 1 | 1 - 1E         | 0 - 0   | Videoton                  |
| Rapid Bucarest*      | 3 - 1 | 5 - 1          | 2 - 0   | MyPa                      |
| Metalurgi Rustavi    | 1 - 3 | 1 - 5          | 0 - 2   | Viktoria Plzeň*           |
| Mura 05              | 0 - 0 | E1 - 1         | 1 - 1   | CSKA Sofia*               |
| Inter Bakou          | 1 - 1 | 2 - 2 2 - 4tab | 1 - 1   | Asteras Tripolis*         |
| Differdange 03       | 0 - 1 | 2 - 4          | 2 - 3   | La Gantoise*              |
| Anji Makhatchkala*   | 1 - 0 | 5 - 0          | 4 - 0   | Budapest Honvéd           |
| Levski Sofia*        | 1 - 0 | 2 - 3          | 1 - 3   | FK Sarajevo               |
| Liepājas Metalurgs   | 2 - 2 | 3 - 7          | 1 - 5   | Legia Varsovie*           |
| Shakhtyor Soligorsk  | 1 - 1 | 1 - 1E         | 0 - 0   | SV Ried*                  |
| Bnei Yehoudah*       | 2 - 0 | 3 - 0          | 1 - 0   | Shirak                    |
| Rosenborg*           | 2 - 2 | 4 - 3          | 2 - 1   | Ordabasy Chymkent         |
| Spartak Trnava*      | 3 - 1 | 4 - 2          | 1 - 1   | Sligo Rovers              |
| Dacia Chișinău       | 1 - 0 | 1 - 2          | 0 - 2   | Elfsborg*                 |
| Široki Brijeg        | 1 - 1 | 2 - 3          | 1 - 2ap | St. Patrick's*            |
| APOEL Nicosie*       | 2 - 0 | 3 - 0          | 1 - 0   | Senica                    |
| Ruch Chorzów*        | 3 - 1 | 6 - 1          | 3 - 0   | Metalurg Skopje           |
| AGF Aarhus*          | 1 - 2 | 2 - 5          | 1 - 3   | Dila Gori                 |
| Olimpija Ljubljana   | 0 - 0 | 0 - 1          | 0 - 1ap | Tromsø*                   |

### Troisième tour de qualification
| Équipe                    | Aller | Total          | Retour | Équipe                  |
| ------------------------- | ----- | -------------- | ------ | ----------------------- |
| Videoton                  | 1 - 0 | 4 - 0          | 3 - 0  | La Gantoise*            |
| AIK Solna                 | 3 - 0 | 3 - 1          | 0 - 1  | Lech Poznań*            |
| Eskişehirspor             | 1 - 1 | 1 - 4          | 0 - 3  | Olympique de Marseille* |
| Étoile rouge de Belgrade* | 0 - 0 | 0 - 0 6 - 5tab | 0 - 0  | Omonia Nicosie          |
| FK Sarajevo*              | 2 - 1 | 2 - 2E         | 0 - 1  | Zeta Golubovci          |
| Admira Wacker             | 0 - 2 | 2 - 4          | 2 - 2  | Sparta Prague*          |
| Kalmar FF                 | 1 - 0 | 1 - 3          | 0 - 3  | Young Boys de Berne*    |
| Dundee United             | 2 - 2 | 2 - 7          | 0 - 5  | Dynamo Moscou*          |
| Arsenal Kiev              | 0 - 3 | 2 - 3          | 2 - 0  | Mura 05*                |
| KuPS                      | 1 - 0 | 1 - 6          | 0 - 6  | Bursaspor*              |
| Steaua Bucarest*          | 0 - 1 | 3 - 1          | 3 - 0  | Spartak Trnava          |
| Gomel                     | 0 - 1 | 0 - 4          | 0 - 3  | Liverpool*              |
| SV Ried                   | 2 - 1 | 3 - 4          | 1 - 3  | Legia Varsovie*         |
| St. Patrick's             | 0 - 3 | 0 - 5          | 0 - 2  | Hanovre 96*             |
| Servette                  | 1 - 1 | 1 - 1E         | 0 - 0  | Rosenborg*              |
| Athletic Bilbao*          | 3 - 1 | 4 - 3          | 1 - 2  | Slaven Belupo           |
| Anji Makhatchkala*        | 2 - 0 | 4 - 0          | 2 - 0  | Vitesse Arnhem          |
| Asteras Tripolis          | 1 - 1 | 1 - 1E         | 0 - 0  | CS Marítimo*            |
| SC Heerenveen*            | 4 - 0 | 4 - 1          | 0 - 1  | Rapid Bucarest          |
| Ruch Chorzów              | 0 - 2 | 0 - 7          | 0 - 5  | Viktoria Plzeň*         |
| AC Horsens                | 1 - 1 | 4 - 3          | 3 - 2  | Elfsborg*               |
| APOEL Nicosie*            | 2 - 1 | 3 - 1          | 1 - 0  | Aalesunds               |
| Hajduk Split              | 0 - 3 | 2 - 3          | 2 - 0  | Inter Milan*            |
| Vojvodina Novi Sad        | 2 - 1 | 2 - 3          | 0 - 2  | Rapid Vienne*           |
| KRC Genk*                 | 2 - 1 | 4 - 2          | 2 - 1  | Aktobe                  |
| Tromsø                    | 1 - 1 | 2 - 1          | 1 - 0  | Metalurg Donetsk*       |
| FC Twente*                | 2 - 0 | 4 - 0          | 2 - 0  | Mladá Boleslav          |
| Bnei Yehoudah             | 0 - 2 | 1 - 6          | 1 - 4  | PAOK Salonique*         |
| Dila Gori                 | 0 - 1 | 3 - 1          | 3 - 0  | Anorthosis Famagouste*  |

### Barrages
Pour le tirage au sort, les 62 équipes sont réparties en têtes de séries ou non-têtes de séries selon leur coefficient UEFA. Un groupe est composé de plusieurs équipes têtes de séries et de plusieurs équipes non-têtes de séries. Une tête de série affrontera donc une équipe non tête de série du même groupe.
| Groupe 1                                                                      | Groupe 1                                                                         | Groupe 2                                                      | Groupe 2                                                    | Groupe 3                                                                                  | Groupe 3                                                                 |
| Tête de série                                                                 | Non-tête de série                                                                | Tête de série                                                 | Non-tête de série                                           | Tête de série                                                                             | Non-tête de série                                                        |
| ----------------------------------------------------------------------------- | -------------------------------------------------------------------------------- | ------------------------------------------------------------- | ----------------------------------------------------------- | ----------------------------------------------------------------------------------------- | ------------------------------------------------------------------------ |
| Inter Milan AZ Alkmaar APOEL Nicosie Newcastle United Partizan Belgrade       | FC Vaslui Anji Makhatchkala Atromitos Tromsø Neftchi Bakou                       | Liverpool Athletic Bilbao Club Bruges SC Heerenveen Dila Gori | CS Marítimo Debrecen Heart of Midlothian HJK Helsinki Molde | Olympique de Marseille Metalist Kharkiv Hanovre 96 Trabzonspor Young Boys Berne           | Dinamo Bucarest Sheriff Tiraspol FC Midtjylland Śląsk Wrocław Videoton   |
| Groupe 4                                                                      | Groupe 4                                                                         | Groupe 5                                                      | Groupe 5                                                    | Groupe 6                                                                                  | Groupe 6                                                                 |
| Tête de série                                                                 | Non-tête de série                                                                | Tête de série                                                 | Non-tête de série                                           | Tête de série                                                                             | Non-tête de série                                                        |
| Sporting Portugal Girondins de Bordeaux Hapoël Tel-Aviv Sparta Prague Levante | Feyenoord Rotterdam Étoile rouge de Belgrade Motherwell AC Horsens F91 Dudelange | CSKA Moscou FC Twente Lazio Rome Rosenborg Viktoria Plzeň     | Bursaspor Legia Varsovie KSC Lokeren AIK Solna Mura 05      | PSV Eindhoven VfB Stuttgart PAOK Salonique Steaua Bucarest KRC Genk Dnipro Dnipropetrovsk | Dynamo Moscou Rapid Vienne Lucerne Slovan Liberec Ekranas Zeta Golubovci |

#### Matchs
Les clubs reversés de la Ligue des Champions sont en italique.
| Équipe                   | Aller | Total          | Retour  | Équipe                  |
| ------------------------ | ----- | -------------- | ------- | ----------------------- |
| Anji Makhatchkala        | 1 - 0 | 6 - 0          | 5 - 0   | AZ Alkmaar*             |
| Neftchi Bakou            | 1 - 1 | 4 - 2          | 3 - 1   | APOEL Nicosie*          |
| Atromitos                | 1 - 1 | 1 - 2          | 0 - 1   | Newcastle United*       |
| Tromsø                   | 3 - 2 | 3 - 3E         | 0 - 1   | Partizan Belgrade*      |
| FC Vaslui                | 0 - 2 | 2 - 4          | 2 - 2   | Inter Milan*            |
| Heart of Midlothian      | 0 - 1 | 1 - 2          | 1 - 1   | Liverpool*              |
| Athletic Bilbao*         | 6 - 0 | 9 - 3          | 3 - 3   | HJK Helsinki            |
| CS Marítimo              | 1 - 0 | 3 - 0          | 2 - 0   | Dila Gori*              |
| Molde                    | 2 - 0 | 4 - 1          | 2 - 1   | SC Heerenveen*          |
| Debrecen                 | 0 - 3 | 1 - 7          | 1 - 4   | Club Bruges*            |
| Sheriff Tiraspol         | 1 - 2 | 1 - 2          | 0 - 0   | Olympique de Marseille* |
| Trabzonspor*             | 0 - 0 | 0 - 0 2 - 4tab | 0 - 0   | Videoton                |
| FC Midtjylland           | 0 - 3 | 2 - 3          | 2 - 0   | Young Boys Berne*       |
| Śląsk Wrocław            | 3 - 5 | 4 - 10         | 1 - 5   | Hanovre 96*             |
| Dinamo Bucarest          | 0 - 2 | 1 - 4          | 1 - 2   | Metalist Kharkiv*       |
| AC Horsens               | 1 - 1 | 1 - 6          | 0 - 5   | Sporting Portugal*      |
| F91 Dudelange            | 1 - 3 | 1 - 7          | 0 - 4   | Hapoël Tel-Aviv*        |
| Feyenoord Rotterdam      | 2 - 2 | 2 - 4          | 0 - 2   | Sparta Prague*          |
| Motherwell               | 0 - 2 | 0 - 3          | 0 - 1   | Levante*                |
| Étoile rouge de Belgrade | 0 - 0 | 2 - 3          | 2 - 3   | Girondins de Bordeaux*  |
| KSC Lokeren              | 2 - 1 | 2 - 2E         | 0 - 1   | Viktoria Plzeň*         |
| Mura 05                  | 0 - 2 | 1 - 5          | 1 - 3   | Lazio Rome*             |
| AIK Solna                | 0 - 1 | 2 - 1          | 2 - 0   | CSKA Moscou*            |
| Legia Varsovie           | 1 - 1 | 2 - 3          | 1 - 2   | Rosenborg*              |
| Bursaspor                | 3 - 1 | 4 - 5          | 1 - 4ap | FC Twente*              |
| Ekranas                  | 0 - 2 | 0 - 5          | 0 - 3   | Steaua Bucarest*        |
| Slovan Liberec           | 2 - 2 | 4 - 6          | 2 - 4   | Dnipro Dnipropetrovsk*  |
| VfB Stuttgart*           | 2 - 0 | 3 - 1          | 1 - 1   | Dynamo Moscou           |
| PAOK Salonique*          | 2 - 1 | 2 - 4          | 0 - 3   | Rapid Vienne            |
| Lucerne                  | 2 - 1 | 2 - 3          | 0 - 2   | KRC Genk*               |
| Zeta Golubovci           | 0 - 5 | 0 - 14         | 0 - 9   | PSV Eindhoven*          |

## Phase de groupes

### Format et tirage au sort
Le tirage au sort de cette phase de groupes a eu lieu le 31 août 2012 à Monaco. 48 équipes sont réparties en douze groupes de quatre et s'affrontent dans des mini-championnats de six journées. Les deux meilleures équipes de chaque groupe, soit vingt-quatre équipes, se qualifient pour les seizièmes de finale où elles seront rejointes par 8 équipes repêchées de la Ligue des Champions.
Pour le tirage au sort, les 48 équipes sont réparties en quatre pots selon leur coefficient UEFA. Un groupe est composé d'une équipe provenant de chaque pot et les clubs d’une même association nationale ne peuvent pas être tirés au sort dans le même groupe. Quel que soit son coefficient, le tenant du titre est placé dans le premier pot.
| Pot 1                             | Pot 1   | Pot 2            | Pot 2  | Pot 3                    | Pot 3  | Pot 4                      | Pot 4  |
| --------------------------------- | ------- | ---------------- | ------ | ------------------------ | ------ | -------------------------- | ------ |
| Atlético Madrid (Tenant du titre) | 100.837 | FC Bâle          | 53.360 | Lazio Rome               | 29.996 | Helsingborgs IF            | 12.680 |
| Inter Milan                       | 104.996 | Metalist Kharkiv | 52.526 | Steaua Bucarest          | 26.764 | CS Marítimo                | 12.569 |
| Olympique lyonnais                | 94.835  | Panathinaïkos    | 50.920 | Sparta Prague            | 25.270 | Rapid Vienne               | 12.225 |
| Liverpool                         | 90.882  | Athletic Bilbao  | 47.837 | Rosenborg                | 20.935 | Académica de Coimbra       | 11.069 |
| Olympique de Marseille            | 85.835  | FC Copenhague    | 46.505 | Newcastle United         | 16.882 | Anji Makhatchkala          | 9.566  |
| Sporting Portugal                 | 82.069  | Fenerbahçe       | 41.310 | Young Boys Berne         | 16.860 | NK Maribor                 | 6.424  |
| PSV Eindhoven                     | 76.103  | Rubin Kazan      | 40.566 | Levante                  | 16.837 | AIK Solna                  | 5.680  |
| Tottenham                         | 66.882  | Naples           | 39.996 | KRC Genk                 | 16.480 | AEL Limassol               | 5.099  |
| Bayer Leverkusen                  | 60.037  | Udinese          | 38.996 | Borussia Mönchengladbach | 15.037 | Hapoël Ironi Kiryat Shmona | 4.400  |
| Girondins de Bordeaux             | 58.835  | Club Bruges      | 35.480 | Partizan Belgrade        | 14.350 | Molde                      | 3.935  |
| FC Twente                         | 57.103  | Hapoël Tel-Aviv  | 31.400 | Viktoria Plzeň           | 14.070 | Videoton                   | 3.450  |
| VfB Stuttgart                     | 55.037  | Hanovre 96       | 31.037 | Dnipro Dnipropetrovsk    | 14.026 | Neftchi Bakou              | 2.241  |

Les 8 clubs reversés des barrages de la Ligue des Champions apparaissent en italique.
Légende des classements
- Qualifié pour les seizièmes de finale de la Ligue Europa

Légende des résultats
- Victoire à domicile
- Match nul
- Victoire à l'extérieur

### Groupe A
| Rang | Équipe            | Pts | J | G | N | P | Bp | Bc | Diff |  | Résultats (▼ dom., ► ext.) |     |     |     |     |
| ---- | ----------------- | --- | - | - | - | - | -- | -- | ---- |  | -------------------------- | --- | --- | --- | --- |
| 1    | Liverpool         | 10  | 6 | 3 | 1 | 2 | 11 | 9  | +2   |  | Liverpool                  |     | 1-0 | 2-2 | 2-3 |
| 2    | Anji Makhatchkala | 10  | 6 | 3 | 1 | 2 | 7  | 5  | +2   |  | Anji Makhatchkala          | 1-0 |     | 2-0 | 2-0 |
| 3    | Young Boys Berne  | 10  | 6 | 3 | 1 | 2 | 14 | 13 | +1   |  | Young Boys Berne           | 3-5 | 3-1 |     | 3-1 |
| 4    | Udinese           | 4   | 6 | 1 | 1 | 4 | 7  | 12 | -5   |  | Udinese                    | 0-1 | 1-1 | 2-3 |     |

### Groupe B
| Rang | Équipe               | Pts | J | G | N | P | Bp | Bc | Diff |  | Résultats (▼ dom., ► ext.) |     |     |     |     |
| ---- | -------------------- | --- | - | - | - | - | -- | -- | ---- |  | -------------------------- | --- | --- | --- | --- |
| 1    | Viktoria Plzeň       | 13  | 6 | 4 | 1 | 1 | 11 | 4  | +7   |  | Viktoria Plzeň             |     | 1-0 | 3-1 | 4-0 |
| 2    | Atlético Madrid      | 12  | 6 | 4 | 0 | 2 | 7  | 4  | +3   |  | Atlético Madrid            | 1-0 |     | 2-1 | 1-0 |
| 3    | Académica de Coimbra | 5   | 6 | 1 | 2 | 3 | 6  | 9  | -3   |  | Académica de Coimbra       | 1-1 | 2-0 |     | 1-1 |
| 4    | Hapoël Tel-Aviv      | 4   | 6 | 1 | 1 | 4 | 4  | 11 | -7   |  | Hapoël Tel-Aviv            | 1-2 | 0-3 | 2-0 |     |

### Groupe C
| Rang | Équipe                   | Pts | J | G | N | P | Bp | Bc | Diff |  | Résultats (▼ dom., ► ext.) |     |     |     |     |
| ---- | ------------------------ | --- | - | - | - | - | -- | -- | ---- |  | -------------------------- | --- | --- | --- | --- |
| 1    | Fenerbahçe               | 13  | 6 | 4 | 1 | 1 | 10 | 7  | +3   |  | Fenerbahçe                 |     | 0-3 | 2-2 | 2-0 |
| 2    | Borussia Mönchengladbach | 11  | 6 | 3 | 2 | 1 | 11 | 6  | +5   |  | Borussia Mönchengladbach   | 2-4 |     | 2-0 | 2-0 |
| 3    | Olympique de Marseille   | 5   | 6 | 1 | 2 | 3 | 9  | 11 | -2   |  | Olympique de Marseille     | 0-1 | 2-2 |     | 5-1 |
| 4    | AEL Limassol             | 4   | 6 | 1 | 1 | 4 | 4  | 10 | -6   |  | AEL Limassol               | 0-1 | 0-0 | 3-0 |     |

### Groupe D
| Rang | Équipe                | Pts | J | G | N | P | Bp | Bc | Diff |  | Résultats (▼ dom., ► ext.) |     |     |     |     |
| ---- | --------------------- | --- | - | - | - | - | -- | -- | ---- |  | -------------------------- | --- | --- | --- | --- |
| 1    | Girondins de Bordeaux | 13  | 6 | 4 | 1 | 1 | 10 | 5  | +5   |  | Girondins de Bordeaux      |     | 2-0 | 1-0 | 4-0 |
| 2    | Newcastle United      | 9   | 6 | 2 | 3 | 1 | 7  | 5  | +2   |  | Newcastle United           | 3-0 |     | 1-1 | 1-0 |
| 3    | CS Marítimo           | 6   | 6 | 1 | 3 | 2 | 4  | 6  | -2   |  | CS Marítimo                | 1-1 | 0-0 |     | 2-1 |
| 4    | Club Bruges           | 4   | 6 | 1 | 1 | 4 | 6  | 11 | -5   |  | Club Bruges                | 1-2 | 2-2 | 2-0 |     |

### Groupe E
| Rang | Équipe          | Pts | J | G | N | P | Bp | Bc | Diff |  | Résultats (▼ dom., ► ext.) |     |     |     |     |
| ---- | --------------- | --- | - | - | - | - | -- | -- | ---- |  | -------------------------- | --- | --- | --- | --- |
| 1    | Steaua Bucarest | 11  | 6 | 3 | 2 | 1 | 9  | 9  | 0    |  | Steaua Bucarest            |     | 1-5 | 1-0 | 2-0 |
| 2    | VfB Stuttgart   | 8   | 6 | 2 | 2 | 2 | 9  | 6  | +3   |  | VfB Stuttgart              | 2-2 |     | 0-0 | 0-1 |
| 3    | FC Copenhague   | 8   | 6 | 2 | 2 | 2 | 5  | 6  | -1   |  | FC Copenhague              | 1-1 | 0-2 |     | 2-1 |
| 4    | Molde           | 6   | 6 | 2 | 0 | 4 | 6  | 8  | -2   |  | Molde                      | 1-2 | 2-0 | 1-2 |     |

### Groupe F
| Rang | Équipe                | Pts | J | G | N | P | Bp | Bc | Diff |  | Résultats (▼ dom., ► ext.) |     |     |     |     |
| ---- | --------------------- | --- | - | - | - | - | -- | -- | ---- |  | -------------------------- | --- | --- | --- | --- |
| 1    | Dnipro Dnipropetrovsk | 15  | 6 | 5 | 0 | 1 | 16 | 8  | +8   |  | Dnipro Dnipropetrovsk      |     | 3-1 | 2-0 | 4-0 |
| 2    | Naples                | 9   | 6 | 3 | 0 | 3 | 12 | 12 | 0    |  | Naples                     | 4-2 |     | 1-3 | 4-0 |
| 3    | PSV Eindhoven         | 7   | 6 | 2 | 1 | 3 | 8  | 7  | +1   |  | PSV Eindhoven              | 1-2 | 3-0 |     | 1-1 |
| 4    | AIK Solna             | 4   | 6 | 1 | 1 | 4 | 5  | 14 | -9   |  | AIK Solna                  | 2-3 | 1-2 | 1-0 |     |

### Groupe G
| Rang | Équipe            | Pts | J | G | N | P | Bp | Bc | Diff |  | Résultats (▼ dom., ► ext.) |     |     |     |     |
| ---- | ----------------- | --- | - | - | - | - | -- | -- | ---- |  | -------------------------- | --- | --- | --- | --- |
| 1    | KRC Genk          | 12  | 6 | 3 | 3 | 0 | 9  | 4  | +5   |  | KRC Genk                   |     | 0-0 | 3-0 | 2-1 |
| 2    | FC Bâle           | 9   | 6 | 2 | 3 | 1 | 7  | 4  | +3   |  | FC Bâle                    | 2-2 |     | 1-0 | 3-0 |
| 3    | Videoton          | 6   | 6 | 2 | 0 | 4 | 6  | 8  | -2   |  | Videoton                   | 0-1 | 2-1 |     | 3-0 |
| 4    | Sporting Portugal | 5   | 6 | 1 | 2 | 3 | 4  | 10 | -6   |  | Sporting Portugal          | 1-1 | 0-0 | 2-1 |     |

### Groupe H
| Rang | Équipe            | Pts | J | G | N | P | Bp | Bc | Diff |  | Résultats (▼ dom., ► ext.) |     |     |     |     |
| ---- | ----------------- | --- | - | - | - | - | -- | -- | ---- |  | -------------------------- | --- | --- | --- | --- |
| 1    | Rubin Kazan       | 14  | 6 | 4 | 2 | 0 | 10 | 3  | +7   |  | Rubin Kazan                |     | 3-0 | 2-0 | 1-0 |
| 2    | Inter Milan       | 11  | 6 | 3 | 2 | 1 | 11 | 9  | +2   |  | Inter Milan                | 2-2 |     | 1-0 | 2-2 |
| 3    | Partizan Belgrade | 3   | 6 | 0 | 3 | 3 | 3  | 8  | -5   |  | Partizan Belgrade          | 1-1 | 1-3 |     | 0-0 |
| 4    | Neftchi Bakou     | 3   | 6 | 0 | 3 | 3 | 4  | 8  | -4   |  | Neftchi Bakou              | 0-1 | 1-3 | 1-1 |     |

### Groupe I
| Rang | Équipe                     | Pts | J | G | N | P | Bp | Bc | Diff |  | Résultats (▼ dom., ► ext.) |     |     |     |     |
| ---- | -------------------------- | --- | - | - | - | - | -- | -- | ---- |  | -------------------------- | --- | --- | --- | --- |
| 1    | Olympique lyonnais         | 16  | 6 | 5 | 1 | 0 | 14 | 8  | +6   |  | Olympique lyonnais         |     | 2-1 | 2-1 | 2-0 |
| 2    | Sparta Prague              | 9   | 6 | 2 | 3 | 1 | 9  | 6  | +3   |  | Sparta Prague              | 1-1 |     | 3-1 | 3-1 |
| 3    | Athletic Bilbao            | 5   | 6 | 1 | 2 | 3 | 7  | 9  | -2   |  | Athletic Bilbao            | 2-3 | 0-0 |     | 1-1 |
| 4    | Hapoël Ironi Kiryat Shmona | 2   | 6 | 0 | 2 | 4 | 6  | 13 | -7   |  | Hapoël Ironi Kiryat Shmona | 3-4 | 1-1 | 0-2 |     |

### Groupe J
| Rang | Équipe        | Pts | J | G | N | P | Bp | Bc | Diff |  | Résultats (▼ dom., ► ext.) |     |     |     |     |
| ---- | ------------- | --- | - | - | - | - | -- | -- | ---- |  | -------------------------- | --- | --- | --- | --- |
| 1    | Lazio Rome    | 12  | 6 | 3 | 3 | 0 | 9  | 2  | +7   |  | Lazio Rome                 |     | 0-0 | 3-0 | 1-0 |
| 2    | Tottenham     | 10  | 6 | 2 | 4 | 0 | 8  | 4  | +4   |  | Tottenham                  | 0-0 |     | 3-1 | 3-1 |
| 3    | Panathinaïkos | 5   | 6 | 1 | 2 | 3 | 4  | 11 | -7   |  | Panathinaïkos              | 1-1 | 1-1 |     | 1-0 |
| 4    | NK Maribor    | 4   | 6 | 1 | 1 | 4 | 6  | 10 | -4   |  | NK Maribor                 | 1-4 | 1-1 | 3-0 |     |

### Groupe K
| Rang | Équipe           | Pts | J | G | N | P | Bp | Bc | Diff |  | Résultats (▼ dom., ► ext.) |     |     |     |     |
| ---- | ---------------- | --- | - | - | - | - | -- | -- | ---- |  | -------------------------- | --- | --- | --- | --- |
| 1    | Metalist Kharkiv | 13  | 6 | 4 | 1 | 1 | 9  | 3  | +6   |  | Metalist Kharkiv           |     | 2-0 | 3-1 | 2-0 |
| 2    | Bayer Leverkusen | 13  | 6 | 4 | 1 | 1 | 9  | 2  | +7   |  | Bayer Leverkusen           | 0-0 |     | 1-0 | 3-0 |
| 3    | Rosenborg        | 6   | 6 | 2 | 0 | 4 | 7  | 10 | -3   |  | Rosenborg                  | 1-2 | 0-1 |     | 3-2 |
| 4    | Rapid Vienne     | 3   | 6 | 1 | 0 | 5 | 4  | 14 | -10  |  | Rapid Vienne               | 1-0 | 0-4 | 1-2 |     |

### Groupe L
| Rang | Équipe          | Pts | J | G | N | P | Bp | Bc | Diff |  | Résultats (▼ dom., ► ext.) |     |     |     |     |
| ---- | --------------- | --- | - | - | - | - | -- | -- | ---- |  | -------------------------- | --- | --- | --- | --- |
| 1    | Hanovre 96      | 12  | 6 | 3 | 3 | 0 | 11 | 8  | +3   |  | Hanovre 96                 |     | 2-1 | 3-2 | 0-0 |
| 2    | Levante         | 11  | 6 | 3 | 2 | 1 | 10 | 5  | +5   |  | Levante                    | 2-2 |     | 1-0 | 3-0 |
| 3    | Helsingborgs IF | 4   | 6 | 1 | 1 | 4 | 9  | 12 | -3   |  | Helsingborgs IF            | 1-2 | 1-3 |     | 2-2 |
| 4    | FC Twente       | 4   | 6 | 0 | 4 | 2 | 5  | 10 | -5   |  | FC Twente                  | 2-2 | 0-0 | 1-3 |     |

## Phase finale

### Qualification et tirage au sort
Les douze premiers et deuxièmes de la phase de groupes de la Ligue Europa, rejoints par les huit équipes ayant terminé troisièmes de leur groupe en Ligue des champions, participent à la phase finale de la Ligue Europa qui débute par des seizièmes de finale.
| Groupe | 1er de groupe - Tête de série | 2e de groupe - Non-tête de série |
| ------ | ----------------------------- | -------------------------------- |
| A      | Liverpool Football Club       | FK Anji Makhatchkala             |
| B      | FC Viktoria Plzeň             | Atlético Madrid                  |
| C      | Fenerbahçe                    | Borussia Mönchengladbach         |
| D      | Girondins de Bordeaux         | Newcastle United                 |
| E      | Steaua Bucarest               | VfB Stuttgart                    |
| F      | Dnipro Dnipropetrovsk         | SSC Naples                       |
| G      | Racing Genk                   | FC Bâle                          |
| H      | Rubin Kazan                   | Inter Milan                      |
| I      | Olympique lyonnais            | Sparta Prague                    |
| J      | Lazio Rome                    | Tottenham Hotspur                |
| K      | Metalist Kharkiv              | Bayer Leverkusen                 |
| L      | Hanovre 96                    | Levante UD                       |

| Rang | Équipe                   | Pts | J | G | N | P | Bp | Bc | Diff |
| ---- | ------------------------ | --- | - | - | - | - | -- | -- | ---- |
| 1    | Chelsea FC               | 10  | 6 | 3 | 1 | 2 | 16 | 10 | +6   |
| 2    | CFR Cluj                 | 10  | 6 | 3 | 1 | 2 | 9  | 7  | +2   |
| 3    | Olympiakos               | 9   | 6 | 3 | 0 | 3 | 9  | 9  | 0    |
| 4    | Benfica Lisbonne         | 8   | 6 | 2 | 2 | 2 | 5  | 5  | 0    |
| 5    | Zénith Saint-Pétersbourg | 7   | 6 | 2 | 1 | 3 | 6  | 9  | -3   |
| 6    | BATE Borissov            | 6   | 6 | 2 | 0 | 4 | 8  | 15 | -7   |
| 7    | Dynamo Kiev              | 5   | 6 | 1 | 2 | 3 | 6  | 10 | -4   |
| 8    | Ajax Amsterdam           | 4   | 6 | 1 | 1 | 4 | 8  | 16 | -8   |

| \| BATE Cluj Olympiakos Liverpool Dynamo Kiev Bayer Kharkiv Genk Atlético Ajax Dnipro Hanovre Sparta Prague M'Gladbach Lyon Naples Plzeň Bordeaux Anzhi Stuttgart Inter Milan Levante Zénith Saint-Pétersbourg Steaua Bucarest Rubin Kazan Tottenham Lazio Rome Newcastle United Fenerbahçe Benfica Chelsea Bâle \| Localisation des clubs qualifiés pour la phase finale. Seizièmes de finalistes, Huitièmes de finalistes, Quart de finalistes, Demi-finalistes Finaliste Vainqueur |
| BATE Cluj Olympiakos Liverpool Dynamo Kiev Bayer Kharkiv Genk Atlético Ajax Dnipro Hanovre Sparta Prague M'Gladbach Lyon Naples Plzeň Bordeaux Anzhi Stuttgart Inter Milan Levante Zénith Saint-Pétersbourg Steaua Bucarest Rubin Kazan Tottenham Lazio Rome Newcastle United Fenerbahçe Benfica Chelsea Bâle |

Le tirage au sort des seizièmes de finale est organisé de telle sorte que :
- les clubs d'une même association ne peuvent se rencontrer ;
- les membres d'un même groupe ne peuvent se rencontrer ;
- une tête de série est toujours opposée à une non-tête de série ;
- le match retour a lieu au domicile du club tête de série.

Les tirages au sort des tours suivants n'ont aucune restriction.

### Seizièmes de finale
| Club                     | Aller | Total          | Retour | Club                  |
| ------------------------ | ----- | -------------- | ------ | --------------------- |
| BATE Borissov            | 0 - 0 | 0 - 1          | 0 - 1  | Fenerbahçe            |
| Inter Milan              | 2 - 0 | 5 - 0          | 3 - 0  | CFR Cluj              |
| Levante UD               | 3 - 0 | 4 - 0          | 1 - 0  | Olympiakos            |
| Zénith Saint-Pétersbourg | 2 - 0 | E3 - 3         | 1 - 3  | Liverpool             |
| Dynamo Kiev              | 1 - 1 | 1 - 2          | 0 - 1  | Girondins de Bordeaux |
| Bayer Leverkusen         | 0 - 1 | 1 - 3          | 1 - 2  | Benfica Lisbonne      |
| Newcastle United         | 0 - 0 | 1 - 0          | 1 - 0  | Metalist Kharkiv      |
| VfB Stuttgart            | 1 - 1 | 3 - 1          | 2 - 0  | Racing Genk           |
| Atlético Madrid          | 0 - 2 | 1 - 2          | 1 - 0  | Rubin Kazan           |
| Ajax Amsterdam           | 2 - 0 | 2 - 2 2 - 4tab | 0 - 2  | Steaua Bucarest       |
| FC Bâle                  | 2 - 0 | 3 - 1          | 1 - 1  | Dnipro Dnipropetrovsk |
| Anji Makhatchkala        | 3 - 1 | 4 - 2          | 1 - 1  | Hanovre 96            |
| Sparta Prague            | 0 - 1 | 1 - 2          | 1 - 1  | Chelsea               |
| Borussia Mönchengladbach | 3 - 3 | 3 - 5          | 0 - 2  | Lazio Rome            |
| Tottenham Hotspur        | 2 - 1 | 3 - 2          | 1 - 1  | Olympique lyonnais    |
| SSC Naples               | 0 - 3 | 0 - 5          | 0 - 2  | Viktoria Plzeň        |

Les huit clubs 3es de groupe de la Ligue des Champions apparaissent en italique.

### Huitièmes de finale
| Club              | Aller | Total  | Retour  | Club                     |
| ----------------- | ----- | ------ | ------- | ------------------------ |
| Viktoria Plzeň    | 0 - 1 | 1 - 2  | 1 - 1   | Fenerbahçe               |
| Benfica Lisbonne  | 1 - 0 | 4 - 2  | 3 - 2   | Girondins de Bordeaux    |
| Anji Makhatchkala | 0 - 0 | 0 - 1  | 0 - 1   | Newcastle United         |
| VfB Stuttgart     | 0 - 2 | 1 - 5  | 1 - 3   | Lazio Rome               |
| Tottenham Hotspur | 3 - 0 | E4 - 4 | 1 - 4ap | Inter Milan              |
| FC Bâle           | 2 - 0 | 2 - 1  | 0 - 1   | Zénith Saint-Pétersbourg |
| Steaua Bucarest   | 1 - 0 | 2 - 3  | 1 - 3   | Chelsea                  |
| Levante UD        | 0 - 0 | 0 - 2  | 0 - 2ap | Rubin Kazan              |

### Quarts de finale
| Club              | Aller | Total          | Retour | Club             |
| ----------------- | ----- | -------------- | ------ | ---------------- |
| Fenerbahçe        | 2 - 0 | 3 - 1          | 1 - 1  | Lazio Rome       |
| Benfica Lisbonne  | 3 - 1 | 4 - 2          | 1 - 1  | Newcastle United |
| Tottenham Hotspur | 2 - 2 | 4 - 4 1 - 4tab | 2 - 2  | FC Bâle          |
| Chelsea           | 3 - 1 | 5 - 4          | 2 - 3  | Rubin Kazan      |

### Demi-finales
| Club       | Aller | Total | Retour | Club             |
| ---------- | ----- | ----- | ------ | ---------------- |
| Fenerbahçe | 1 - 0 | 2 - 3 | 1 - 3  | Benfica Lisbonne |
| FC Bâle    | 1 - 2 | 2 - 5 | 1 - 3  | Chelsea          |

### Finale
La finale s'est disputée sur une seule rencontre, le mercredi 15 mai 2013, à Amsterdam aux Pays-Bas, à l'Amsterdam ArenA.
| Club             | Score | Club    |
| ---------------- | ----- | ------- |
| Benfica Lisbonne | 1 - 2 | Chelsea |

### Tableau final
|  | Huitièmes de finale      | Huitièmes de finale      | Huitièmes de finale | Huitièmes de finale |                   |                   | Quarts de finale | Quarts de finale | Quarts de finale | Quarts de finale |  |  | Demi-finales | Demi-finales | Demi-finales | Demi-finales |  |  | Finale                                 | Finale | Finale | Finale |
|  |                          |                          |                     |                     |                   |                   |                  |                  |                  |                  |  |  |              |              |              |              |  |  |                                        |        |        |        |
|  |                          |                          |                     |                     |                   |                   |                  |                  |                  |                  |  |  |              |              |              |              |  |  | 15 mai 2013 Amsterdam ArenA, Amsterdam |        |        |        |
|  | Viktoria Plzeň           | Viktoria Plzeň           | 0                   | 1                   |                   |                   |                  |                  |                  |                  |  |  |              |              |              |              |  |  |                                        |        |        |        |
|  | Viktoria Plzeň           | Viktoria Plzeň           | 0                   | 1                   |                   |                   |                  |                  |                  |                  |  |  |              |              |              |              |  |  |                                        |        |        |        |
|  | Fenerbahçe               | Fenerbahçe               | 1                   | 1                   |                   |                   |                  |                  |                  |                  |  |  |              |              |              |              |  |  |                                        |        |        |        |
|  | Fenerbahçe               | Fenerbahçe               | 1                   | 1                   | Fenerbahçe        | Fenerbahçe        | 2                | 1                |                  |                  |  |  |              |              |              |              |  |  |                                        |        |        |        |
|  |                          |                          |                     |                     | Fenerbahçe        | Fenerbahçe        | 2                | 1                |                  |                  |  |  |              |              |              |              |  |  |                                        |        |        |        |
|  |                          |                          | Lazio Rome          | Lazio Rome          | 0                 | 1                 |                  |                  |                  |                  |  |  |              |              |              |              |  |  |                                        |        |        |        |
|  | VfB Stuttgart            | VfB Stuttgart            | Lazio Rome          | Lazio Rome          | 0                 | 1                 | 0                | 1                |                  |                  |  |  |              |              |              |              |  |  |                                        |        |        |        |
|  | VfB Stuttgart            | VfB Stuttgart            |                     |                     |                   |                   |                  | 1                |                  |                  |  |  |              |              |              |              |  |  |                                        |        |        |        |
|  | Lazio Rome               | Lazio Rome               | 2                   | 3                   |                   |                   |                  |                  |                  |                  |  |  |              |              |              |              |  |  |                                        |        |        |        |
|  | Lazio Rome               | Lazio Rome               | 2                   | 3                   | Fenerbahçe        | Fenerbahçe        | 1                | 1                |                  |                  |  |  |              |              |              |              |  |  |                                        |        |        |        |
|  |                          |                          |                     |                     | Fenerbahçe        | Fenerbahçe        | 1                | 1                |                  |                  |  |  |              |              |              |              |  |  |                                        |        |        |        |
|  |                          |                          | Benfica Lisbonne    | Benfica Lisbonne    | 0                 | 3                 |                  |                  |                  |                  |  |  |              |              |              |              |  |  |                                        |        |        |        |
|  | Benfica Lisbonne         | Benfica Lisbonne         | Benfica Lisbonne    | Benfica Lisbonne    | 0                 | 3                 | 1                | 3                |                  |                  |  |  |              |              |              |              |  |  |                                        |        |        |        |
|  | Benfica Lisbonne         | Benfica Lisbonne         |                     |                     |                   |                   |                  | 3                |                  |                  |  |  |              |              |              |              |  |  |                                        |        |        |        |
|  | Girondins de Bordeaux    | Girondins de Bordeaux    | 0                   | 2                   |                   |                   |                  |                  |                  |                  |  |  |              |              |              |              |  |  |                                        |        |        |        |
|  | Girondins de Bordeaux    | Girondins de Bordeaux    | 0                   | 2                   | Benfica Lisbonne  | Benfica Lisbonne  | 3                | 1                |                  |                  |  |  |              |              |              |              |  |  |                                        |        |        |        |
|  |                          |                          |                     |                     | Benfica Lisbonne  | Benfica Lisbonne  | 3                | 1                |                  |                  |  |  |              |              |              |              |  |  |                                        |        |        |        |
|  |                          |                          | Newcastle FC        | Newcastle FC        | 1                 | 1                 |                  |                  |                  |                  |  |  |              |              |              |              |  |  |                                        |        |        |        |
|  | Anji Makhatchkala        | Anji Makhatchkala        | Newcastle FC        | Newcastle FC        | 1                 | 1                 | 0                | 0                |                  |                  |  |  |              |              |              |              |  |  |                                        |        |        |        |
|  | Anji Makhatchkala        | Anji Makhatchkala        |                     |                     |                   |                   |                  | 0                |                  |                  |  |  |              |              |              |              |  |  |                                        |        |        |        |
|  | Newcastle United         | Newcastle United         | 0                   | 1                   |                   |                   |                  |                  |                  |                  |  |  |              |              |              |              |  |  |                                        |        |        |        |
|  | Newcastle United         | Newcastle United         | 0                   | 1                   | Benfica Lisbonne  | Benfica Lisbonne  | 1                | 1                |                  |                  |  |  |              |              |              |              |  |  |                                        |        |        |        |
|  |                          |                          |                     |                     | Benfica Lisbonne  | Benfica Lisbonne  | 1                | 1                |                  |                  |  |  |              |              |              |              |  |  |                                        |        |        |        |
|  |                          |                          | Chelsea FC          | Chelsea FC          | 2                 | 2                 |                  |                  |                  |                  |  |  |              |              |              |              |  |  |                                        |        |        |        |
|  | Tottenham Hotspur        | Tottenham Hotspur        | Chelsea FC          | Chelsea FC          | 2                 | 2                 | 3                | 1                |                  |                  |  |  |              |              |              |              |  |  |                                        |        |        |        |
|  | Tottenham Hotspur        | Tottenham Hotspur        |                     |                     |                   |                   |                  | 1                |                  |                  |  |  |              |              |              |              |  |  |                                        |        |        |        |
|  | Inter Milan              | Inter Milan              | 0                   | 4                   |                   |                   |                  |                  |                  |                  |  |  |              |              |              |              |  |  |                                        |        |        |        |
|  | Inter Milan              | Inter Milan              | 0                   | 4                   | Tottenham Hotspur | Tottenham Hotspur | 2                | 2 (1)            |                  |                  |  |  |              |              |              |              |  |  |                                        |        |        |        |
|  |                          |                          |                     |                     | Tottenham Hotspur | Tottenham Hotspur | 2                | 2 (1)            |                  |                  |  |  |              |              |              |              |  |  |                                        |        |        |        |
|  |                          |                          | FC Bâletab          | FC Bâletab          | 2                 | 2 (4)             |                  |                  |                  |                  |  |  |              |              |              |              |  |  |                                        |        |        |        |
|  | FC Bâle                  | FC Bâle                  | FC Bâletab          | FC Bâletab          | 2                 | 2 (4)             | 2                | 0                |                  |                  |  |  |              |              |              |              |  |  |                                        |        |        |        |
|  | FC Bâle                  | FC Bâle                  |                     |                     |                   |                   |                  | 0                |                  |                  |  |  |              |              |              |              |  |  |                                        |        |        |        |
|  | Zénith Saint-Pétersbourg | Zénith Saint-Pétersbourg | 0                   | 1                   |                   |                   |                  |                  |                  |                  |  |  |              |              |              |              |  |  |                                        |        |        |        |
|  | Zénith Saint-Pétersbourg | Zénith Saint-Pétersbourg | 0                   | 1                   | FC Bâle           | FC Bâle           | 1                | 1                |                  |                  |  |  |              |              |              |              |  |  |                                        |        |        |        |
|  |                          |                          |                     |                     | FC Bâle           | FC Bâle           | 1                | 1                |                  |                  |  |  |              |              |              |              |  |  |                                        |        |        |        |
|  |                          |                          | Chelsea FC          | Chelsea FC          | 2                 | 3                 |                  |                  |                  |                  |  |  |              |              |              |              |  |  |                                        |        |        |        |
|  | Steaua Bucarest          | Steaua Bucarest          | Chelsea FC          | Chelsea FC          | 2                 | 3                 | 1                | 1                |                  |                  |  |  |              |              |              |              |  |  |                                        |        |        |        |
|  | Steaua Bucarest          | Steaua Bucarest          |                     |                     |                   |                   |                  | 1                |                  |                  |  |  |              |              |              |              |  |  |                                        |        |        |        |
|  | Chelsea                  | Chelsea                  | 0                   | 3                   |                   |                   |                  |                  |                  |                  |  |  |              |              |              |              |  |  |                                        |        |        |        |
|  | Chelsea                  | Chelsea                  | 0                   | 3                   | Chelsea FC        | Chelsea FC        | 3                | 2                |                  |                  |  |  |              |              |              |              |  |  |                                        |        |        |        |
|  |                          |                          |                     |                     | Chelsea FC        | Chelsea FC        | 3                | 2                |                  |                  |  |  |              |              |              |              |  |  |                                        |        |        |        |
|  |                          |                          | FK Rubin Kazan      | FK Rubin Kazan      | 1                 | 3                 |                  |                  |                  |                  |  |  |              |              |              |              |  |  |                                        |        |        |        |
|  | Levante UD               | Levante UD               | FK Rubin Kazan      | FK Rubin Kazan      | 1                 | 3                 | 0                | 0                |                  |                  |  |  |              |              |              |              |  |  |                                        |        |        |        |
|  | Levante UD               | Levante UD               |                     |                     |                   |                   |                  | 0                |                  |                  |  |  |              |              |              |              |  |  |                                        |        |        |        |
|  | Rubin Kazan              | Rubin Kazan              | 0                   | 2                   |                   |                   |                  |                  |                  |                  |  |  |              |              |              |              |  |  |                                        |        |        |        |
|  | Rubin Kazan              | Rubin Kazan              | 0                   | 2                   |                   |                   |                  |                  |                  |                  |  |  |              |              |              |              |  |  |                                        |        |        |        |
|  |                          |                          |                     |                     |                   |                   |                  |                  |                  |                  |  |  |              |              |              |              |  |  |                                        |        |        |        |

## Nombre d'équipes par association et par tour
L'ordre des fédérations est établi suivant le classement UEFA des pays en 2012.
| Angleterre          |                     | 3 Liverpool, Tottenham, Newcastle                 | +1 | 4 Newcastle, Chelsea, Tottenham, Liverpool         | 3 Newcastle, Chelsea,Tottenham          | 3 Newcastle, Chelsea,Tottenham | 1 Chelsea    | 1 Chelsea |  |  |  |  |
| Espagne             |                     | 3 Bilbao, Atlético, Levante                       | +0 | 2 Atlético, Levante                                | 1 Levante                               |                                |              |           |  |  |  |  |
| Allemagne           |                     | 4 Hanovre, Leverkusen, Stuttgart, Mönchengladbach | +0 | 4 Hanovre, Leverkusen, Mönchengladbach, Stuttgart, | 1 Stuttgart                             |                                |              |           |  |  |  |  |
| Italie              |                     | 4 Udinese, Lazio, Naples, Inter                   | +0 | 3 Lazio, Naples, Inter                             | 2 Lazio, Inter                          | 1 Lazio                        |              |           |  |  |  |  |
| Portugal            |                     | 3 Sporting CP, CS Marítimo, Coimbra               | +1 | 1 Benfica                                          | 1 Benfica                               | 1 Benfica                      | 1 Benfica    | 1 Benfica |  |  |  |  |
| France              |                     | 3 Lyon, Marseille, Bordeaux                       | +0 | 2 Lyon, Bordeaux                                   | 1 Bordeaux                              |                                |              |           |  |  |  |  |
| Russie              |                     | 2 Rubin, Anji                                     | +1 | 3 Rubin, Zénith Saint-Pétersbourg, Anji            | 3 Rubin, Zénith Saint-Pétersbourg, Anji | 1 Rubin                        |              |           |  |  |  |  |
| Pays-Bas            |                     | 2 PSV, Twente                                     | +1 | 1 Ajax Amsterdam                                   |                                         |                                |              |           |  |  |  |  |
| Ukraine             |                     | 2 Metalist, Dnipro                                | +1 | 3 Metalist, Dnipro, Dynamo                         |                                         |                                |              |           |  |  |  |  |
| Grèce               |                     | 1 Panathinaïkos                                   | +1 | 1 Olympiakos                                       |                                         |                                |              |           |  |  |  |  |
| Turquie             |                     | 1 Fenerbahçe                                      | +0 | 1 Fenerbahçe                                       | 1 Fenerbahçe                            | 1 Fenerbahçe                   | 1 Fenerbahçe |           |  |  |  |  |
| Belgique            |                     | 2 Genk, Bruges                                    | +0 | 1 Genk                                             |                                         |                                |              |           |  |  |  |  |
| Danemark            |                     | 1 Copenhague                                      | +0 |                                                    |                                         |                                |              |           |  |  |  |  |
| Suisse              |                     | 2 Bâle, Berne                                     | +0 | 1 Bâle                                             | 1 Bâle                                  | 1 Bâle                         | 1 Bâle       |           |  |  |  |  |
| Israël              |                     | 2 H. Tel-Aviv, Kiryat Shmona                      | +0 |                                                    |                                         |                                |              |           |  |  |  |  |
| République tchèque  |                     | 2 Sparta, Plzeň                                   | +0 | 2 Sparta, Plzeň                                    | 1 Plzeň                                 |                                |              |           |  |  |  |  |
| Roumanie            |                     | 1 Steaua                                          | +1 | 2 CFR Cluj, Steaua                                 | 1 Steaua                                |                                |              |           |  |  |  |  |
| Suède               |                     | 2 Helsingborgs, Solna                             | +0 |                                                    |                                         |                                |              |           |  |  |  |  |
| Norvège             |                     | 2 Molde, Rosenborg                                | +0 |                                                    |                                         |                                |              |           |  |  |  |  |
| Autres associations | Autres associations | 6                                                 | +1 | 1 BATE                                             |                                         |                                |              |           |  |  |  |  |
| Total               | Total               | 48                                                | +8 | 32                                                 | 16                                      | 8                              | 4            | 2         |  |  |  |  |

- Associations n'ayant qu'un seul club représentant en phase de groupe et aucun en Ligue des champions, élimination :
  - en phase de groupe :  Rapid Vienne,  Neftchi Bakou,  FK Partizan Belgrade,  Limassol,  Maribor,  Videoton
  - en seizièmes de finale :  BATE

## Classements annexes
- Dernière mise à jour faite après les matches du 15 mai 2013
- Statistiques officielles de l'UEFA
- Rencontres de qualification non-incluses

### Meilleurs buteurs
|       | Buteur              | Club             | Buts     | Minutes  |
| ----- | ------------------- | ---------------- | -------- | -------- |
| 1     | Libor Kozák         | Lazio Rome       | 8        | 613      |
| 2     | Edinson Cavani      | SSC Naples       | 7        | 462      |
| 3     | Óscar Cardozo       | Benfica Lisbonne | 7        | 585      |
| 4     | Fernando Torres     | Chelsea FC       | 7        | 810      |
| 5     | Rodrigo Palacio     | Inter Milan      | 6        | 436      |
| 6     | Raúl Bobadilla      | Young Boys Berne | 5        | 535      |
| 7     | José Salomón Rondón | Rubin Kazan      | 5        | 976      |
| 8     | Marko Livaja        | Inter Milan      | 4        | 416      |
| 9     | Victor Moses        | Chelsea FC       | 4        | 426      |
| 10    | Jonjo Shelvey       | Liverpool FC     | 4        | 481      |
| Total | Total               | Total            | 509 buts | 509 buts |

### Meilleurs passeurs
|    | Passeur          | Club                     | Passes | Minutes |
| -- | ---------------- | ------------------------ | ------ | ------- |
| 1  | José Barkero     | Levante UD               | 6      | 477     |
| 2  | Juan Mata        | Chelsea FC               | 6      | 491     |
| 3  | Fredy Guarín     | Inter Milan              | 4      | 568     |
| 4  | Frank Lampard    | Chelsea FC               | 4      | 619     |
| 5  | Mohamed Salah    | FC Bâle                  | 4      | 780     |
| 6  | Clément Grenier  | Olympique lyonnais       | 3      | 331     |
| 7  | Jan Kovařík      | FC Viktoria Plzeň        | 3      | 360     |
| 8  | Lars Stindl      | Hanovre 96               | 3      | 398     |
| 9  | Lacina Traoré    | FK Anji Makhatchkala     | 3      | 411     |
| 10 | Yevhen Seleznyov | FC Dnipro Dnipropetrovsk | 3      | 443     |